# Kloster Preetz
Das Kloster Preetz wurde 1211 oder 1212 unter dänischer Herrschaft in Holstein als ein Benediktinerinnenkloster gegründet. In den ersten Jahren nach der Gründung erlebte der Konvent mehrfach einen Ortswechsel, bis er 1261 in Preetz seinen endgültigen Sitz fand.

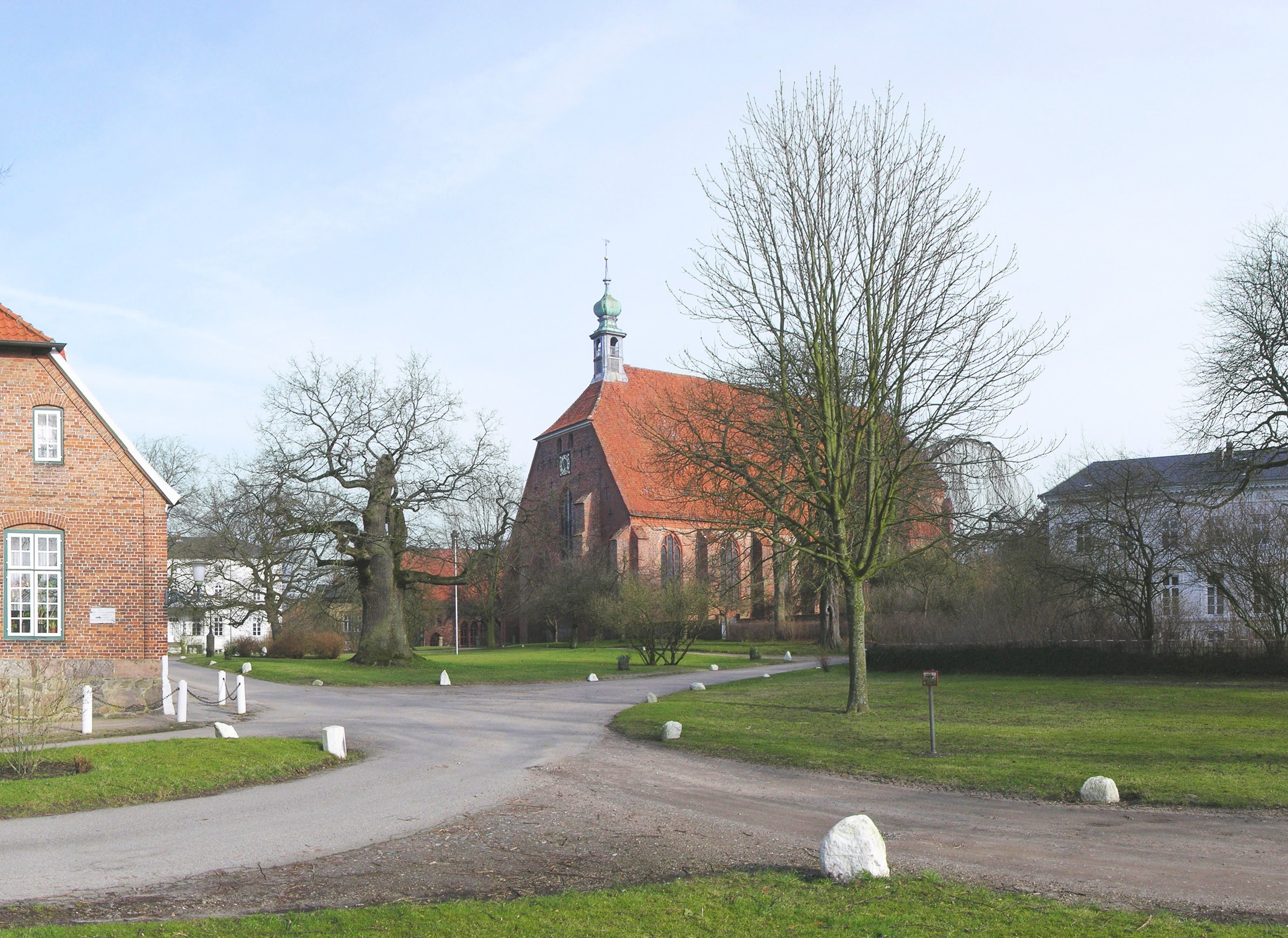
Klosterhof Preetz

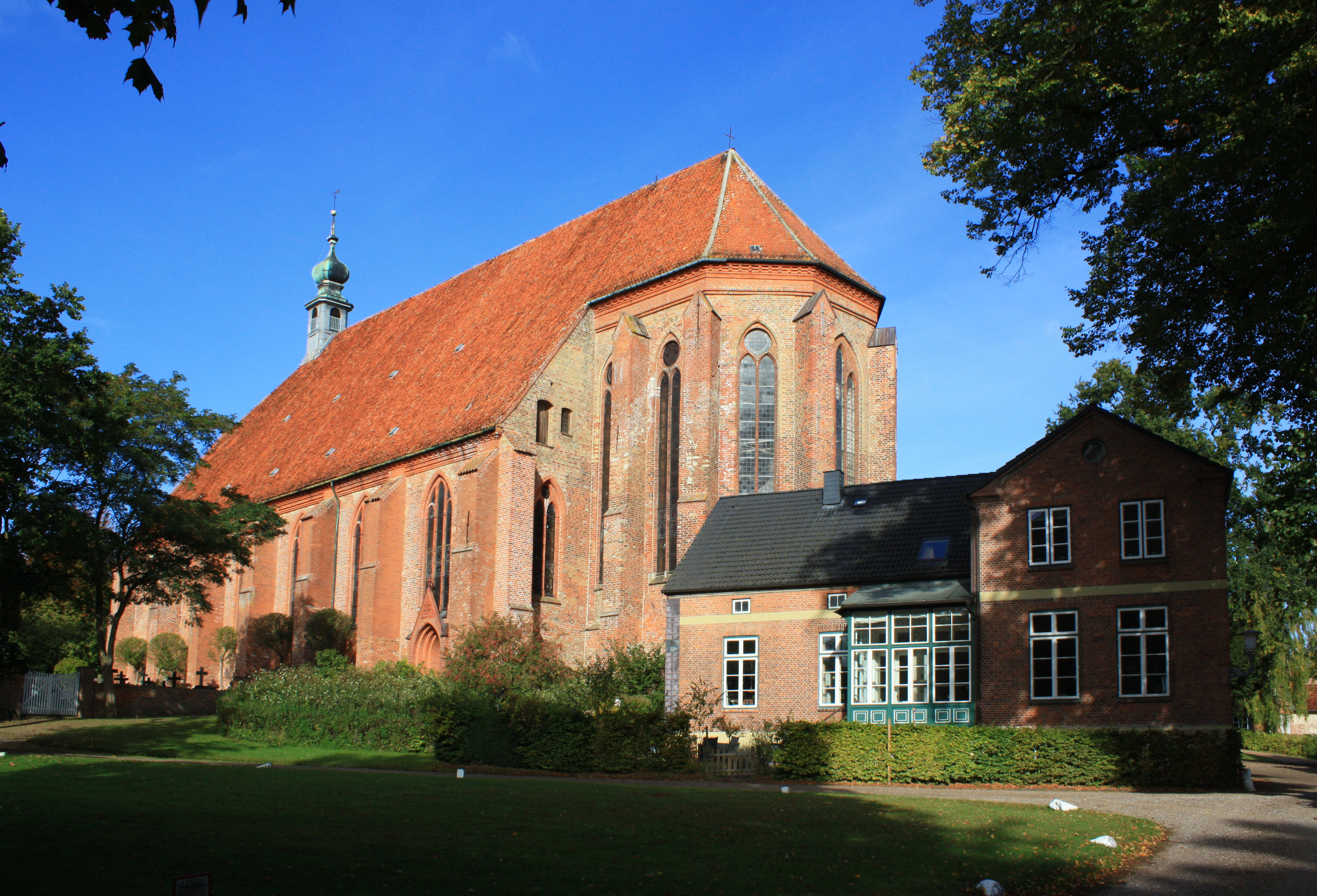
Klosterkirche

Der Klosterbereich war von den Bächen Mühlenau und Schwentine sowie von einem künstlich angelegten Graben umschlossen und dadurch gesichert. Neben den Wohngebäuden und der Klosterkirche verfügte das Kloster über einen Wirtschaftshof mit Scheunen, Kuh-, Pferde- und Schafställen, einer Wassermühle und zahlreichen Nebengebäuden. Diese Wirtschaftseinrichtungen bestanden bis zur Vernichtung des Wirtschaftshofes durch Brandstiftung im Jahr 1959.
Im Zuge der Reformation wurde 1542 das Kloster in ein adliges Damenstift der Schleswig-Holsteinischen Ritterschaft umgewandelt, das seitdem in dieser Form besteht. Für die Nonnen, die das Kloster verließen, wie auch die adligen Damen, die in das Stift eintraten, wurden mehrere Häuser auf dem Klostergelände in lockerer Bebauung errichtet. Bis ins 20. Jahrhundert kamen weitere Häuser hinzu. Zum Kloster gehört ein ausgedehntes Waldgebiet in Pohnsdorf nahe Kiel, der Klosterforst Preetz. Die gesamte Region zwischen Ostsee, Passader See und Selenter See wird bis heute Probstei genannt, weil sie jahrhundertelang vom Preetzer Klosterprobst verwaltet wurde und bis heute vom Amt Probstei.
Die Gesamtanlage des Klosters sowie sämtliche Klostergebäude stehen unter Denkmalschutz.

## Geschichte

### Gründung
Die Erstgründung des Benediktinerinnenklosters zu Preetz in der Diözese Lübeck wird um 1210 unter dem dänischen Statthalter in Holstein Graf Albrecht von Orlamünde, Sohn der Schwester Königs Waldemar II. angenommen. Die Zeit der Gründung geht aus den Aufzeichnungen des von Propst Bockholt veranlassten Registers aus dem Jahr 1286 hervor (siehe Abschnitt Bockholtsches Register). Demnach übergab Herdericus, der Pfarrer der Stadtkirche Preetz, die Pfarrkirche der Ortschaft Graf Albrecht, um dort ein Nonnenkloster einzurichten. Herdericus wurde der erste Klosterprobst. Eine Stiftungsurkunde ist jedoch nicht vorhanden, die erste urkundliche Erwähnung eines Nonnenklosters in Preetz stammt vom 4. April 1220. Graf Albrecht erteilte dem Kloster 1221/22 zahlreiche Privilegien wie die Gerichtsbarkeit über die Hörigen und stattete es mit Einkünften und einem großen, unbesiedelten Waldgebiet aus, das sich vom Honigsee westlich von Preetz bis zur Kieler Förde erstreckte. Der Lübecker Bischof Bertold übertrug dem Kloster Rechte an der Pfarrkirche und den Zehnt aus dem Kirchspiel Preetz und aller künftig auf dem überlassenen Gebiet entstehenden Kirchspielen und räumte ihm die Archidiakonatsgewalt ein. 1224 wurde das Kloster Campus beate Marie (= Marienfeld) genannt. Es war also der Gottesmutter Jungfrau Maria geweiht.
1223 begannen die Schauenburger Grafen mit Unterstützung der Truppen der Städte Lübeck und Hamburg gegen den dänischen König ihre im Jahr 1203 an die Dänen verlorenen Gebiete wieder zurückzuerobern. 1225 konnten sie Graf Albrecht gefangen nehmen und 1227 in der Schlacht von Bornhöved den dänischen König besiegen. Noch vor der entscheidenden Schlacht übertrug der Schauenburger Adolf IV. bereits 1226 dem Kloster ein nahezu 4000 Hektar großes Wald- und Wiesengebiet sowie Siedlungsland nordöstlich der Kieler Förde. Mit dieser Stiftung stellte er sich selbst als Gründer dar.
Die ersten Konventsgebäude standen vermutlich direkt neben der Pfarrkirche. Doch bereits 1232 wurde das Kloster zum ersten Mal verlegt. Um 1230 zogen die Nonnen nach Erpesvelde, etwa 4 km westlich von Preetz. Am 26. August 1236 bestätigte Papst Gregor IX. den Preetzer Frauenkonvent und schrieb erstmalig davon, dass die Nonnen der Regel des heiligen Benedikt folgen. Um 1240 siedelte der Konvent für einige Jahre in die Probstei nach Lutterbek um, wo in der Nähe vom Lübecker Bischof in Karcenhagen (Probsteierhagen) eine Kirche errichtet wurde. Unter Propst Fredericus (amt. 1246–1251) kehrten die Nonnen nach Preetz an die Stadtkirche zurück, von wo aus sie um 1260 an den heutigen Standort umzogen, wo sofort mit dem Bau einer Klosterkirche begonnen wurde.

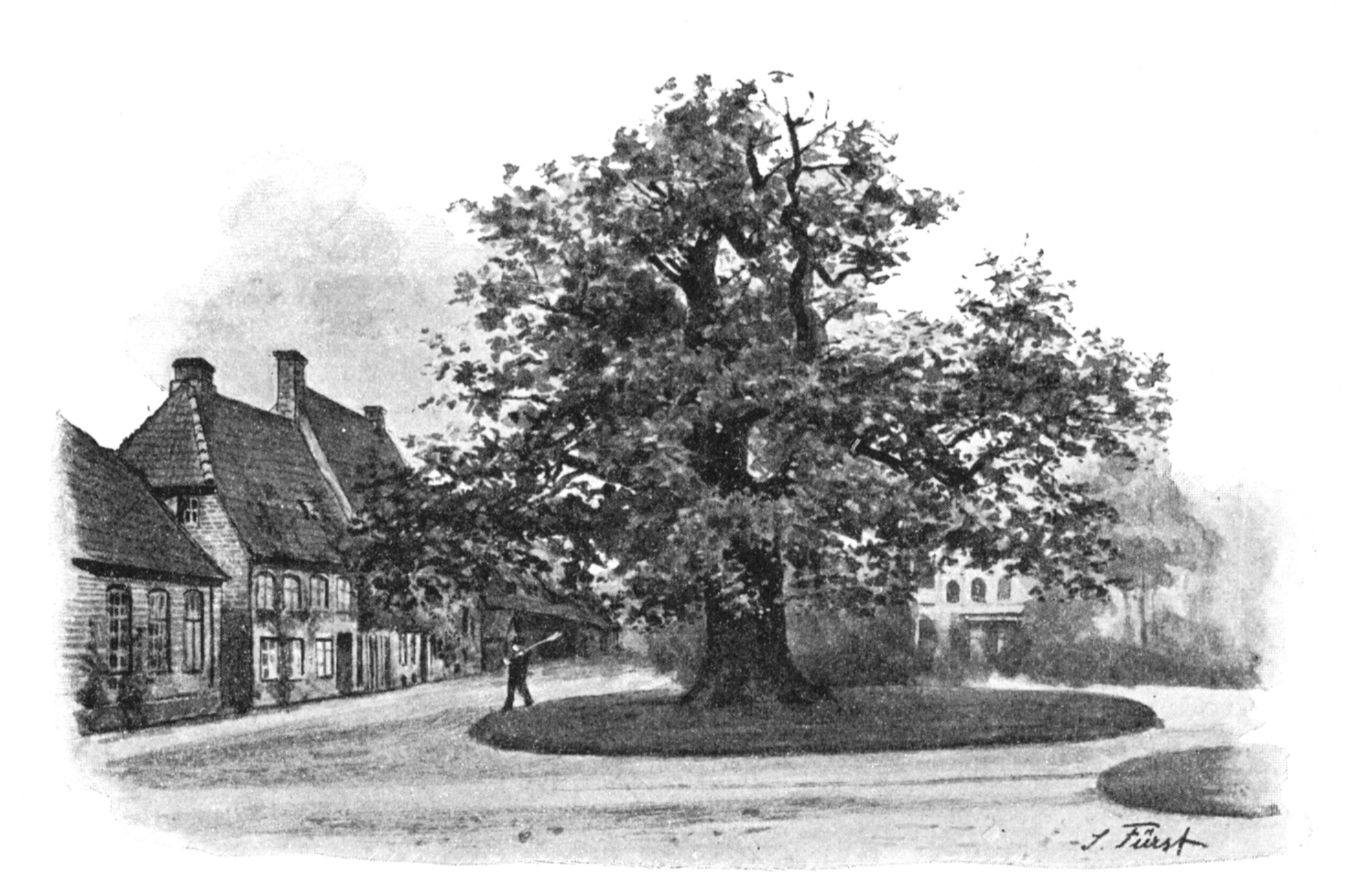
Eiche auf dem Klosterhof um 1895

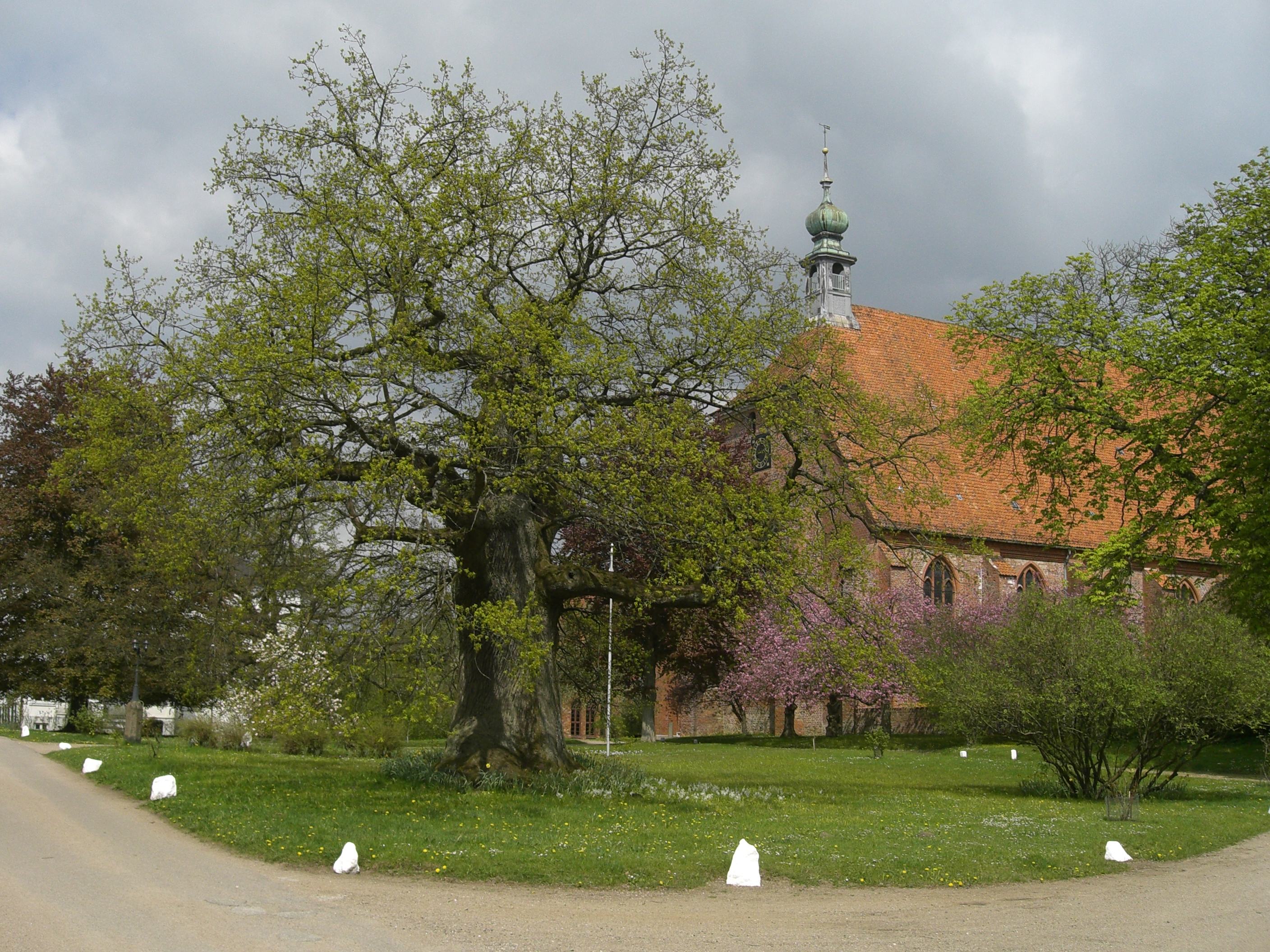
Eiche auf dem Klosterhof, Mai 2013

### Gründungssage
Der Sage nach erschien Graf Albrecht von Orlamünde, als er bei der Jagd unter einer großen Eiche einem Hirsch gegenüberstand, ein Zeichen, das er deutete, dass der Ort heilig sei. An diesem Ort ließ er das Kloster errichten. Die Eiche auf dem Klosterhof soll noch aus der Zeit der Gründung des Preetzer Klosters stammen, als rundherum noch Wald war. Untersuchungen im Jahr 1999 zufolge beträgt das Alter dieses Baumes allerdings etwa 450–500 Jahre, was nicht ganz mit dem Gründungsjahr zusammenpasst.

### Entwicklung
Im letzten Drittel des 13. Jahrhunderts erfreute sich das Kloster dank seiner reichen Ausstattung großen Zuspruchs. In einem Kontrakt vom 21. Januar 1286, der die Einkünfte zwischen Propst, Konvent und Priorissa (Priorin) regelt, wurde die Anzahl der Nonnen unter Verweis auf eine Anordnung von Bischof Burchard von Serken auf 70 beschränkt. Erstmals ist von einer Priorin (bei den vier ritterschaftlichen Damenstiften in Schleswig-Holstein traditionell Priörin genannt) die Rede. Aus dem Jahr 1286 datiert auch das Register des Propstes Conradus Bockholdt, das Registrum praepositorum et conventus in Porez. Es belegt als exakte Fleißarbeit kluge und umsichtige Amtsführung und ist zumal im Blick auf die Anfänge des Klosters als Quelle von hohem geschichtlichen Wert anzusehen. Mit Zusätzen versehen, wurde das Registrum bis ins 16. Jahrhundert fortgeschrieben.
1306/07 wurde die Klosterkirche durch einen Brand schwer beschädigt und anschließend bis in die 1330er Jahre neu aufgebaut. 1307 stiftete Johann II. von Holstein-Kiel eine Vikarie für seine verstorbene Mutter Elisabeth, sich selbst und seine Familie und ließ sie ausstatten. Im Jahr 1316 schlossen die Nonnen eine Gebetsverbrüderung mit dem Zisterzienserkloster Rüde.
Während des 25-jährigen Krieges der Holsteiner mit dem dänischen König Erich von Pommern von 1415 bis 1440 unterstützte das Kloster genötigt die gräfliche Kriegsführung durch Einwilligung in die Heeresfolge der Hintersassen, die Gestellung von Pferden und Wagen sowie Getreidelieferungen. Die Kriegszeit zehrte auch an der Substanz des Klosters bis hin zur „Lockerung der Sitten“. 1437 verbot der Lübecker Bischofsvikar Johannes Berthold den Preetzer Nonnen unter Androhung der Exkommunikation „allen Umgang mit den Männern“. Die Klosterschule muss trotzdem einen guten Ruf gehabt haben, überliefert sind von 1416 bis 1491 die Namen von Schülerinnen, die meist dem Adel oder Lübecker Patrizierfamilien entstammten.
Gegen Ende des 15. Jahrhunderts sind Reformbemühungen im Preetzer Konvent greifbar, die denen der Bursfelder Kongregation nahestehen, die also vor allem die „Rückkehr zur Regel“ und zur ursprünglichen benediktinischen Spiritualität verfolgten. Der Lübecker Bischof Albert II. Krummendiek stattete dem Kloster Preetz 1488 seinen Besuch ab, um den damals neuen Altar im Nonnenchor der Kirche zu weihen. Bei Visitationen durch Abt Heinrich vom Benediktinerkloster Cismar, Primas Andreas vom Augustinerchorherrenstift Bordesholm und die beiden Adligen Benedikt Pogwisch und Ove Rantzau wurden 1491 einige Missstände aufgedeckt. Beschlossen wurde daraufhin die Vermeidung aller unnützen Ausgaben.
Für Klöster bestand auch die Verpflichtung, den Landesherren samt Gefolge zu beköstigen. Als 1490 die Landesteilung zwischen König Hans von Dänemark und Herzog Friedrich erfolgte, fiel das Kloster Preetz dem König zu, „daß es ihn bewirte“. 1519 erwarb das Kloster das Dorf Barmissen und erlangte damit die größte Ausdehnung seines Grundbesitzes. 1526 besuchte König Friedrich I. das Kloster. Es war die Zeit, als die Reformation in Dänemark und in den Herzogtümern Schleswig und Holstein an Boden gewann.

### Säkularisation und Aufhebung des Klosters
Im Zuge der Reformation predigte bereits 1526 ein evangelischer Prediger im Kloster. Seinen Status als Benediktinerinnenkonvent verlor das Kloster aber unter König Christian III., der nach Annahme der Kirchenordnung 1542 am 21. März 1542 die Rechte des Klosters mit der Auflage bestätigte, dass die Kirchenordnung ungekrencket bleibe. Die Klosterverfassung blieb weitgehend bestehen. Den Nonnen wurde freigestellt, das Kloster zu verlassen. Der erste eindeutig evangelische Propst war Wulf von Rantzau. Die erste Priorin, die das Kloster im Sinne der neuen Kirchenordnung leitete, hieß Dorothea von Rantzau. Schon zu katholischer Zeit waren die Nonnen überwiegend Angehörige des holsteinischen Adels, was nach der Reformation die Umwandlung in ein adliges Damenstift bis 1566 erleichterte.
Neben den Nonnenklöstern Itzehoe, Uetersen und St. Johannis vor Schleswig wurde auch das Preetzer Kloster eine Stiftung für Töchter des eingeborenen schleswig-holsteinischen Adels (Equites Originarii) sowie derjenigen Adelsfamilien, die in die schleswig-holsteinische Ritterschaft formell aufgenommen (rezipiert) worden waren. Die Ritterschaft konnte die Güter der vier Nonnenklöster im Wesentlichen zusammenhalten. Am Bestand der Jungfrauenklöster rüttelte Christian III. von Dänemark nicht. Der Bestand war schon mehrmals, 1533 durch Bestätigung der Privilegien, 1541 in einer Anweisung zur Visitation und 1542 in der Kirchenordnung garantiert worden. So blieb der Besitz der Klöster bei ihrer Umwandlung in evangelische Damenstifte unangetastet.
Für das Kloster in Preetz wurde die Höchstzahl der Konventualinnen einschließlich der Priorin auf 40 festgesetzt.

### Fortbestand als Adliges Damenstift
Obwohl sich auch das Preetzer Kloster längst vom ursprünglichen Auftrag entfernt hatte und sich zur Versorgungsanstalt für Töchter adliger Familien entwickelt hatte, bewirkte die Umwandlung in ein adliges Damenstift nur wenige Veränderungen in seiner Ordnung, rechtlichen Stellung und im Alltag. Auch der geistliche Auftrag blieb der gleiche: der gemeinschaftliche Gottesdienst und das Gebet, die Erziehung junger Mädchen zu Gottesfurcht und guten Sitten in der Schule. Neu war: die Konventualinnen durften heiraten.
1590 und noch einmal 1610 sicherte die Landesherrschaft den Fortbestand des Damenstifts zu. 1620 und 1625 erließ Christian IV. zwei Klosterordnungen, die am 18. Oktober 1636 durch die ausführliche Revidierte Closterordnung ersetzt und 1637 nach Einwänden der Ritterschaft nochmals ergänzt wurde. So dienen die adligen Damenstifte bis heute der Versorgung unverheirateter Töchter des Adels.
Zur Finanzierung diente der umfangreiche Besitz. Hierzu gehörte der Klosterhof mit dem Hoffeld, der Flecken Preetz, die Kirchdörfer Elmschenhagen und Kirchbarkau, dem Dorf Taasdorf und einem Teil des Dorfes Gadeland. Hinzu kam die Probstei mit den Kirchdörfern Schönberg und Probsteierhagen. Das Damenstift war auch Patrimonialgericht über diesen Besitz zu dem 7681 Einwohner im Jahr 1855 zählten. Dazu kam noch indirekter Besitz. Der Kirche St. Katharinen in Kirchbarkau gehörte das Gehöft Ovendorf. Mit dem Übergang an Preußen endete 1867 die Patrimonialgerichtsbarkeit und die Gerichtsfunktion ging auf das Amtsgericht Preetz über.
Vom ursprünglichen Klosterbesitz sind etwa 1600 Hektar Land und Waldbesitz geblieben. Zum Erhalt und zur Pflege von Klosterkirche und -gebäuden wurde 1981 die „Gesellschaft der Freunde des Klosters Preetz“ gegründet, deren Hauptaufgabe es laut Satzung ist, „den Erhalt und die Pflege der Kunstschätze des Klosters Preetz, insbesondere der im Kloster befindlichen Kirche, zu fördern und hierfür das Interesse der Bürger und Besucher zu wecken“.

### Klosterbauten

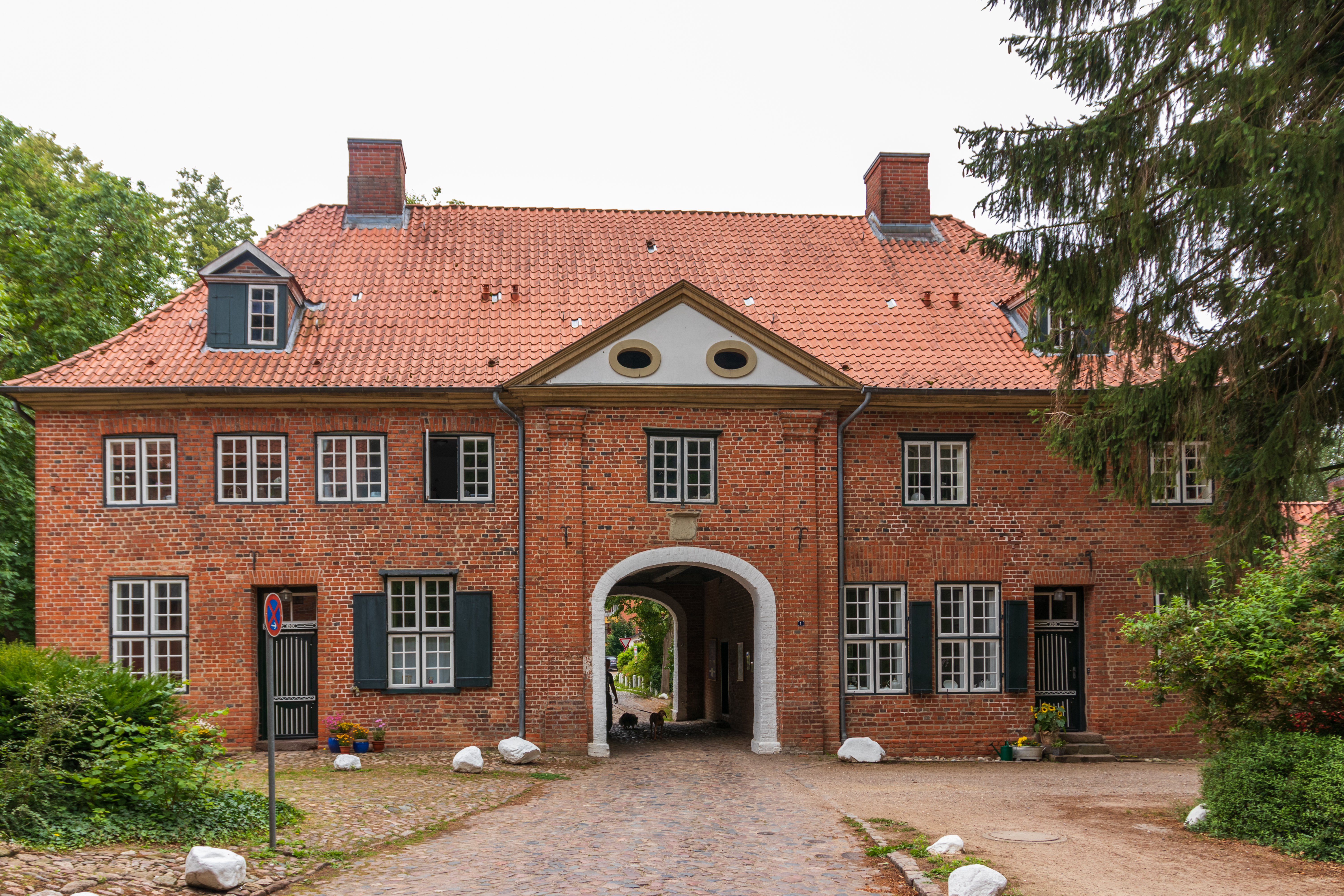
Torhaus, Klosterhof 1

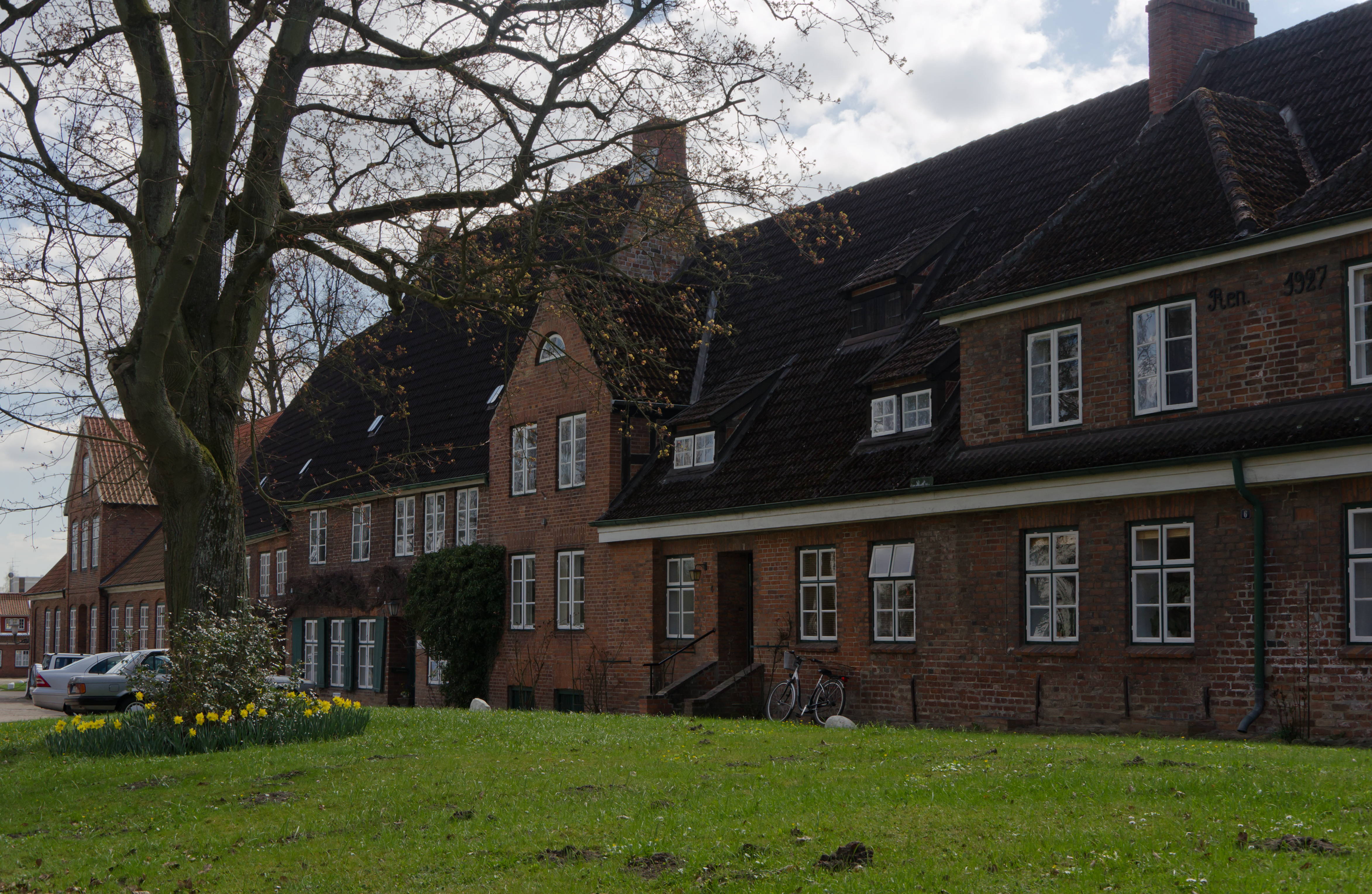
„Lange Reihe“: Haus des Klosterpredigers, Bedienten- und Beamtenhäuser, Klosterhof 3–6

Die ersten Klosterbauten entstanden unter Propst Johannes. Dazu gehörte auch eine zwischen 1268 und 1280 erbaute Klosterkirche. Die Nachricht über vier ständig brennende Lampen in Chor, Dormitorium, Kapelle und Kreuzgang aus dem Jahr 1286 lässt auf eine funktionsfähige Anlage spätestens in dieser Zeit schließen. 1306/07 verbrannten dann jedoch Teile des Klosters; der Umfang der Zerstörung ist schwer abzuschätzen.
Der Wiederaufbau der Klosterkirche in heutiger Gestalt begann vermutlich unmittelbar nach dem Brand, wie finanzielle Unterstützung in Form von Zehnterlässen sowie die Erlaubnis Bischof Burchards, 70 Konventualinnen aufzunehmen, um die Baulast zu bezahlen, nahelegen. Aufgrund politischer Unruhe in der Familie der Grafen von Holstein-Kiel sind Bauverzögerungen und -aussetzungen bis etwa 1321 anzunehmen, sodass der forcierte Wiederaufbau bzw. Ausbau der Klosterkirche für die 1320er und 1330er Jahre zu veranschlagen ist. Dazu hatte Bischof Heinrich II. von Lübeck 1330 und 1331 Ablässe ausgeschrieben.
Unmittelbar an die Nordwand der Kirche schloss sich der ehemalige Klausurbezirk an mit einem großen Innenhof, dem Kreuzgang mit zwei Zugängen zur Kirche, dem Kapitelsaal, dem Refektorium (heute das Haus Klosterhof 19) mit der Predigerbibliothek (siehe gleichlautenden Abschnitt), einer Küche und den Räumen mit den Zellen der Nonnen. Hierzu sind verschiedene Grundrisse des Klausurbezirks aus dem 18. und 19. Jahrhundert überliefert, jedoch keine Ansichten von den Gebäuden. Wegen Baufälligkeit wurden die Klausurgebäude bis auf das Refektorium (sog. Winterkirche) um 1847 bis 1849 abgerissen.
Ende des 15. Jahrhunderts wurden unter Leitung der Priorin Anna von Buchwald alte Gebäude erneuert und Räume heizbar gemacht. Das um 1497 fertiggestellte große Siechenhaus für Kranke und Alte wurde über Holsteins Grenzen hinaus bekannt. Baureste scheinen sich im Haus 7 am heutigen Klosterhof erhalten zu haben.
In der Folge der Umwandlung des Klosters in ein adliges Damenstift wurden vom 16. bis zum 18. Jahrhundert mehrere Damenhäuser mit eigenem Hausstand sowie im 19. Jahrhundert die Häuser der Priorin und des Propstes und weitere Gebäude errichtet. Bis zur Auflösung des Gutsbezirkes 1927 gehörten die zwölf von adligen Familien errichtet Konventualinnenhäuser zur Klosteranlage. Neben den im parkähnlichen Gelände teils aus Backstein, teils in Fachwerk oder in Mischbauweise errichteten Häuser der Konventualinnen ragt besonders das Priorinnenhaus (Klosterhof 6) hervor. Der zweigeschossige Putzbau mit flachem Satteldach und Dreiecksgiebel mit Rankenwerk wurde 1847 erbaut. Das größte Gebäude ist das von 1838 bis 1839 errichtete Propstenhaus (Klosterhof 8), ein dreigeschossiger Putzbau mit Stilmerkmalen toskanischer Frührenaissance. Das Torhaus (Klosterhof 1) an der Kieler Straße ist ein zweigeschossiger Breitbau mit Torrisalit mit Pilastern, Korbbogenöffnung und flachem Dreiecksgiebel von 1737. Die zum Wirtschaftshof gehörenden Gebäude brannten durch Brandstiftung in der Nacht vom 2. auf den 3. Oktober 1959 ab und wurden nur zum Teil 1960 wieder errichtet (Neues Torhaus, Klosterhof 2a).

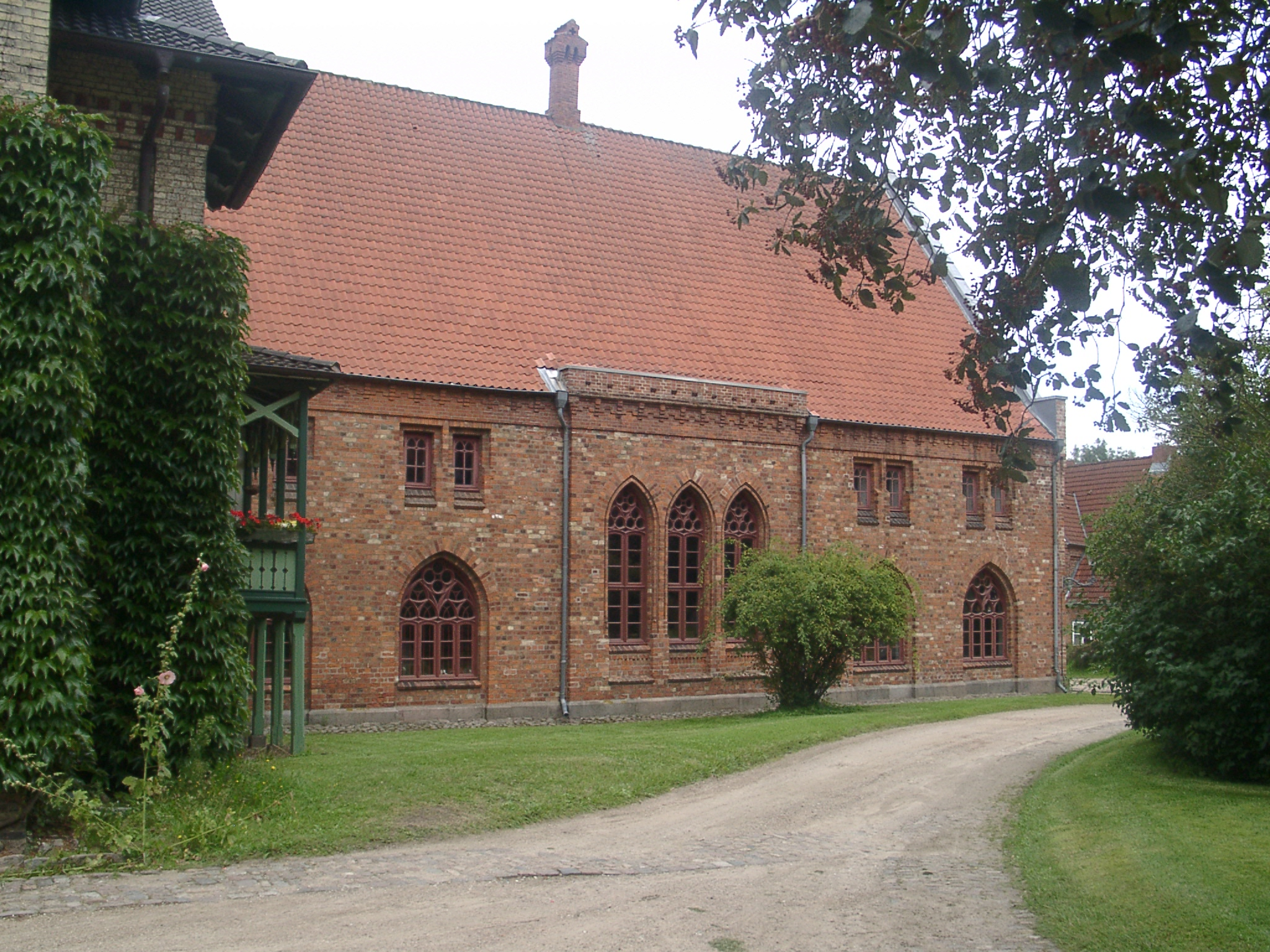
Konventgebäude
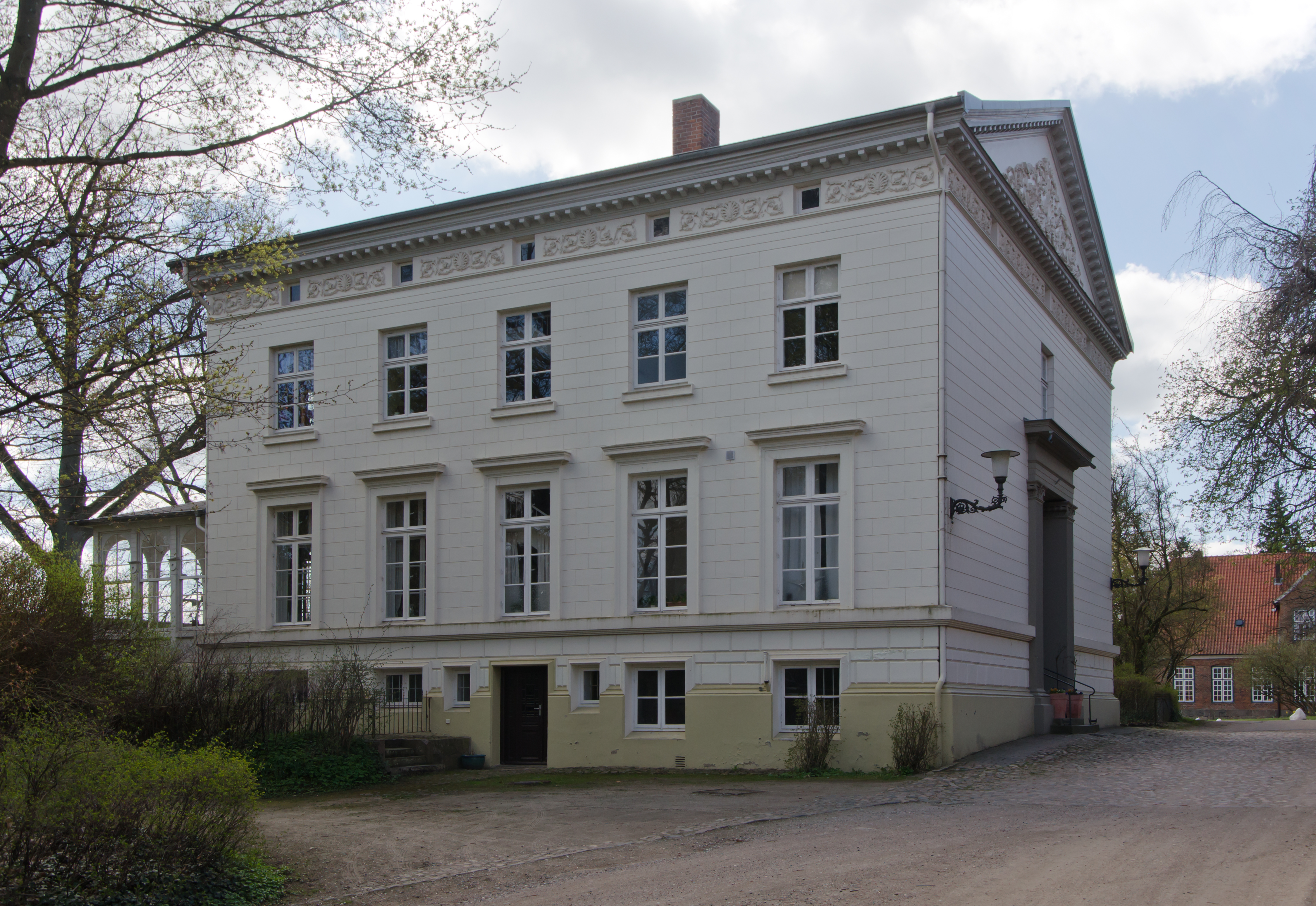
Priörinhaus
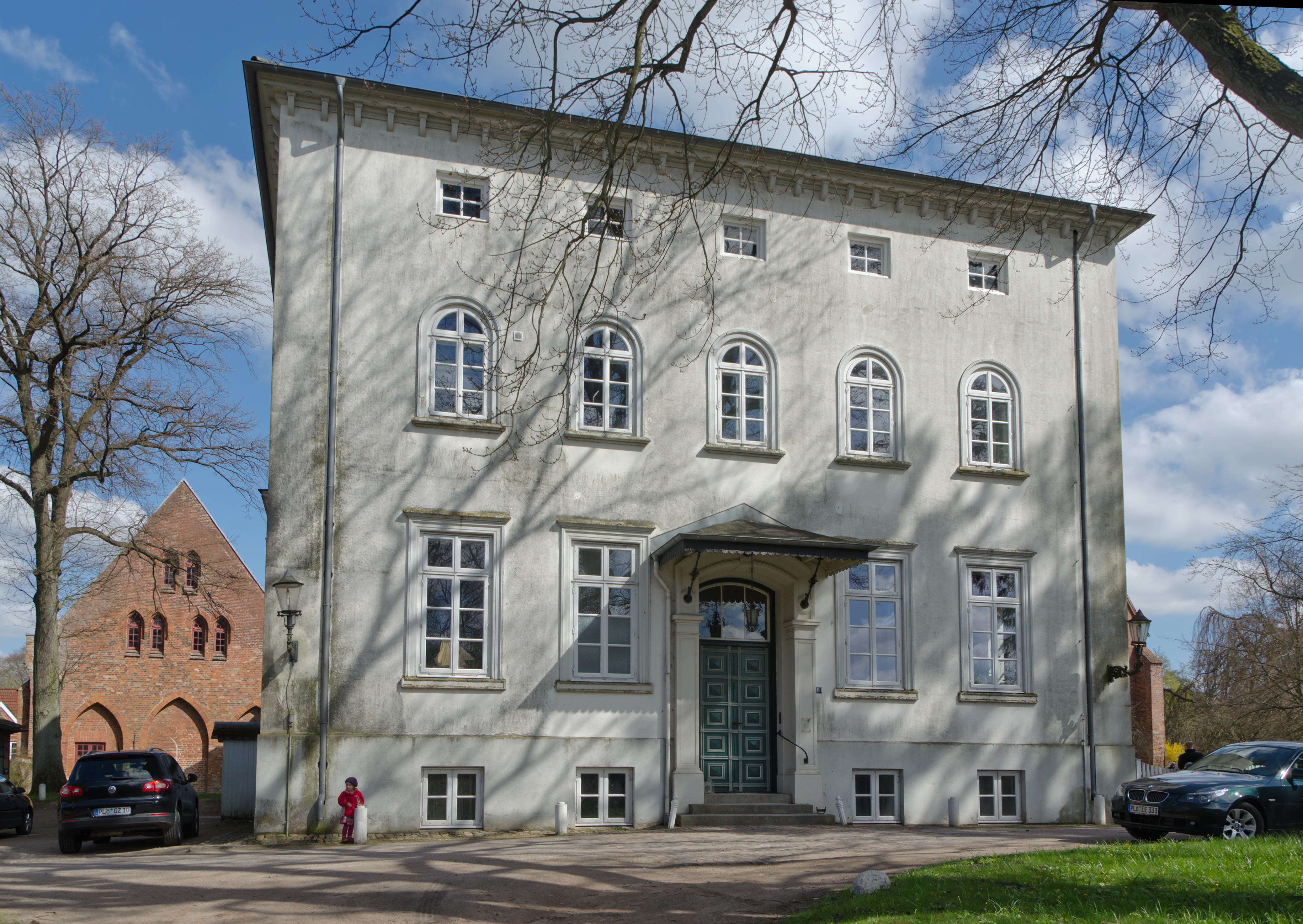
Probstenhaus
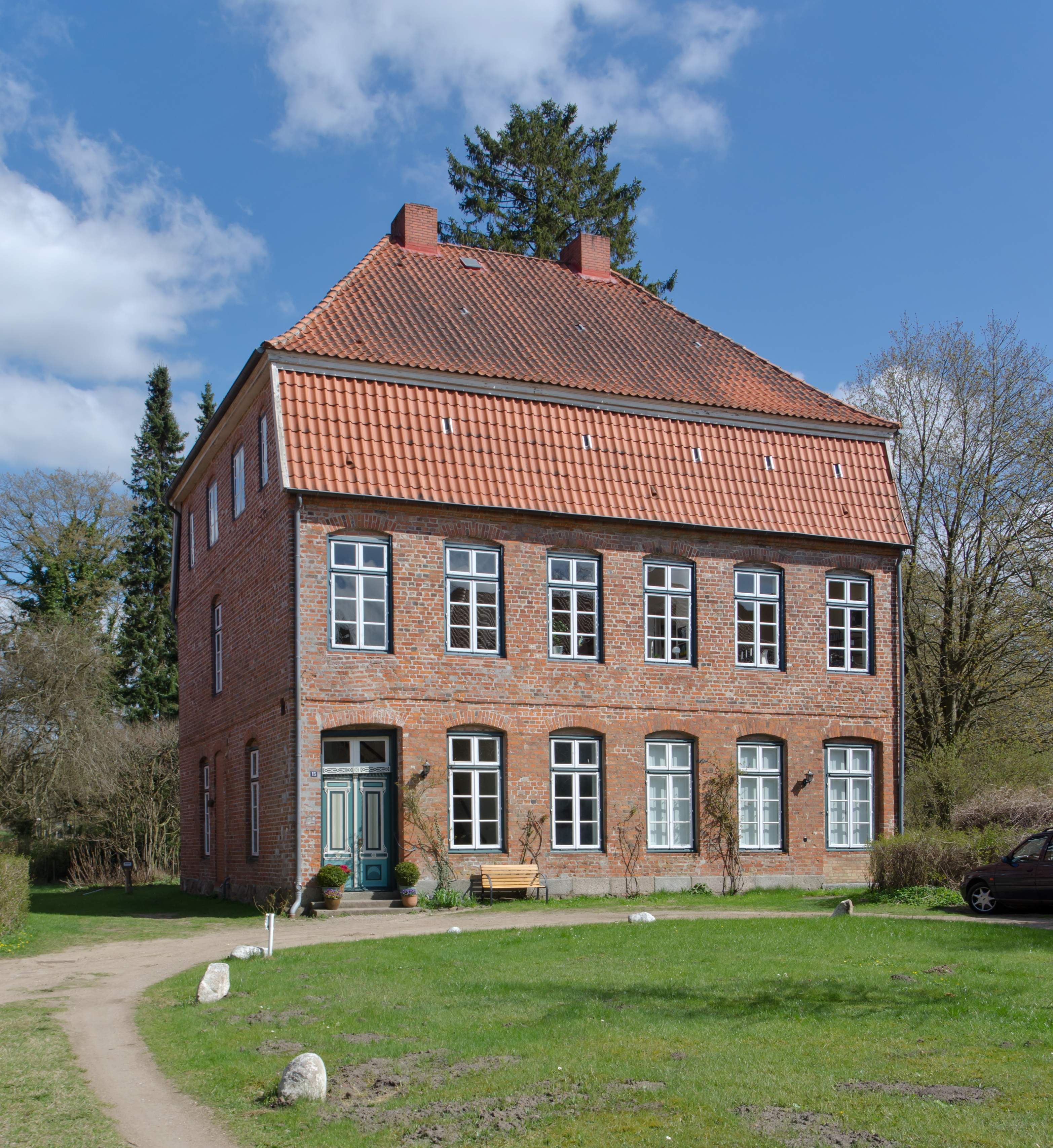
Konventualinnenhaus
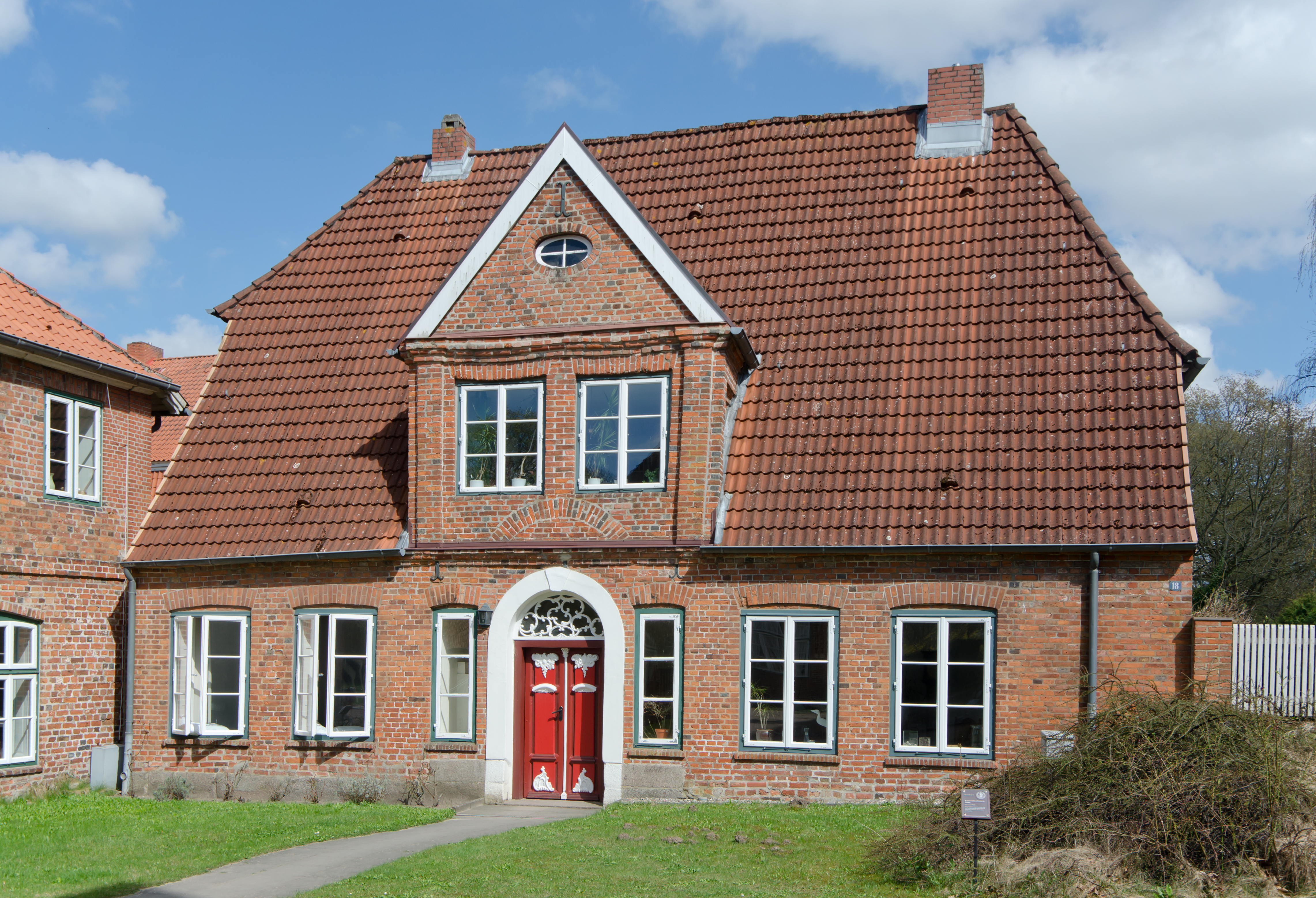
Konventualinnenhaus
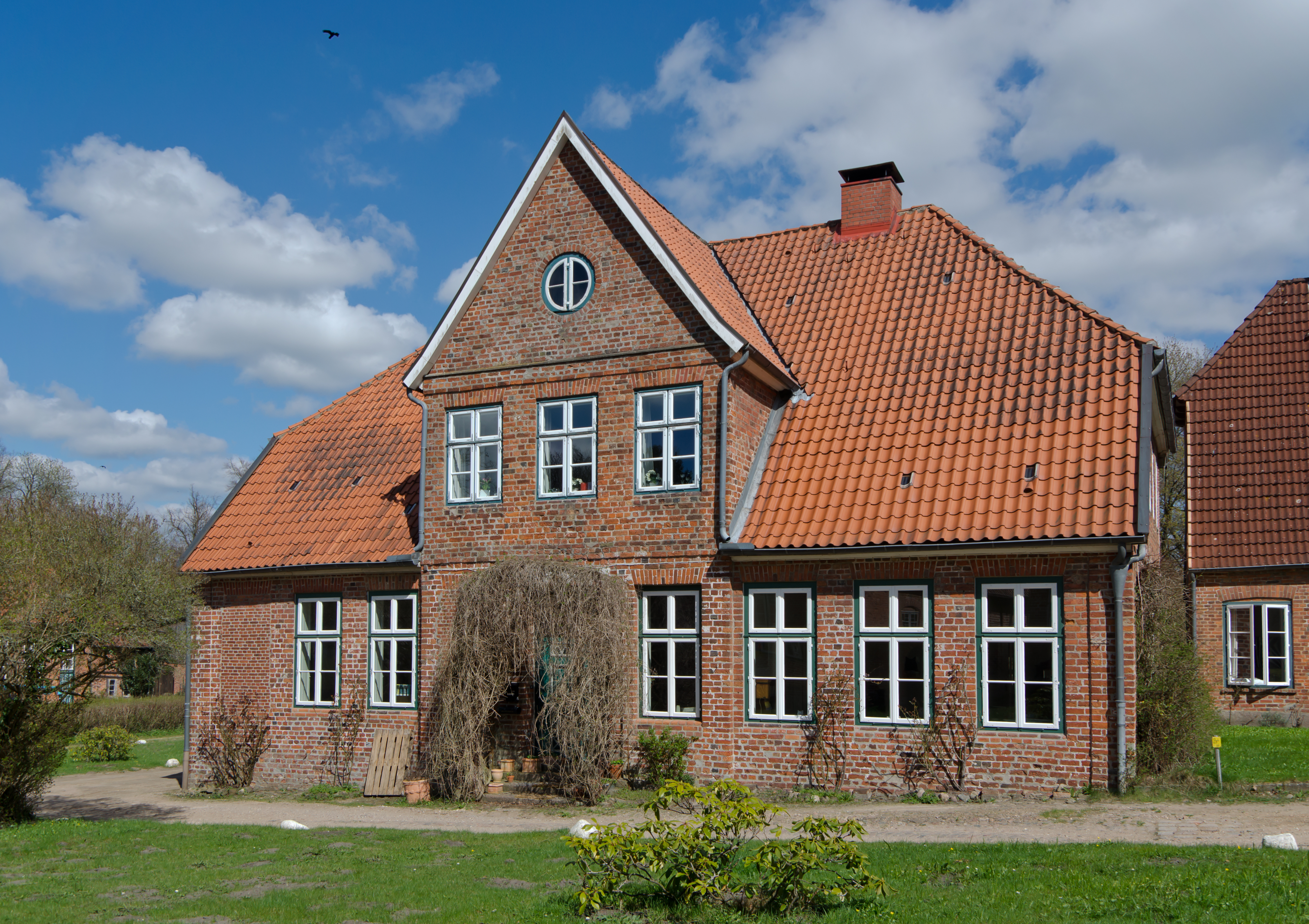
Konventualinnenhaus
Konventualinnenhaus
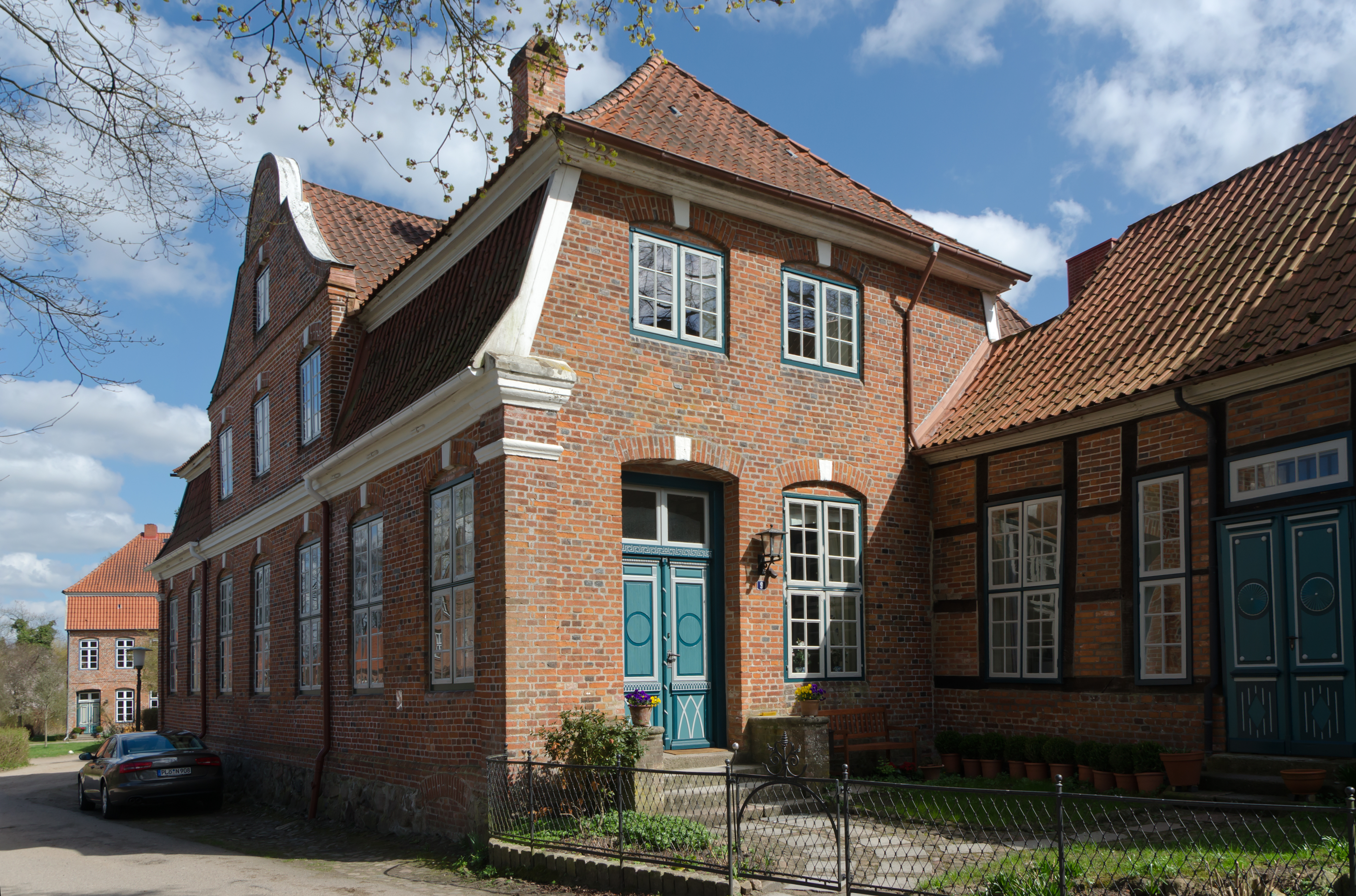
Konventualinnenhaus

## Klosterkirche

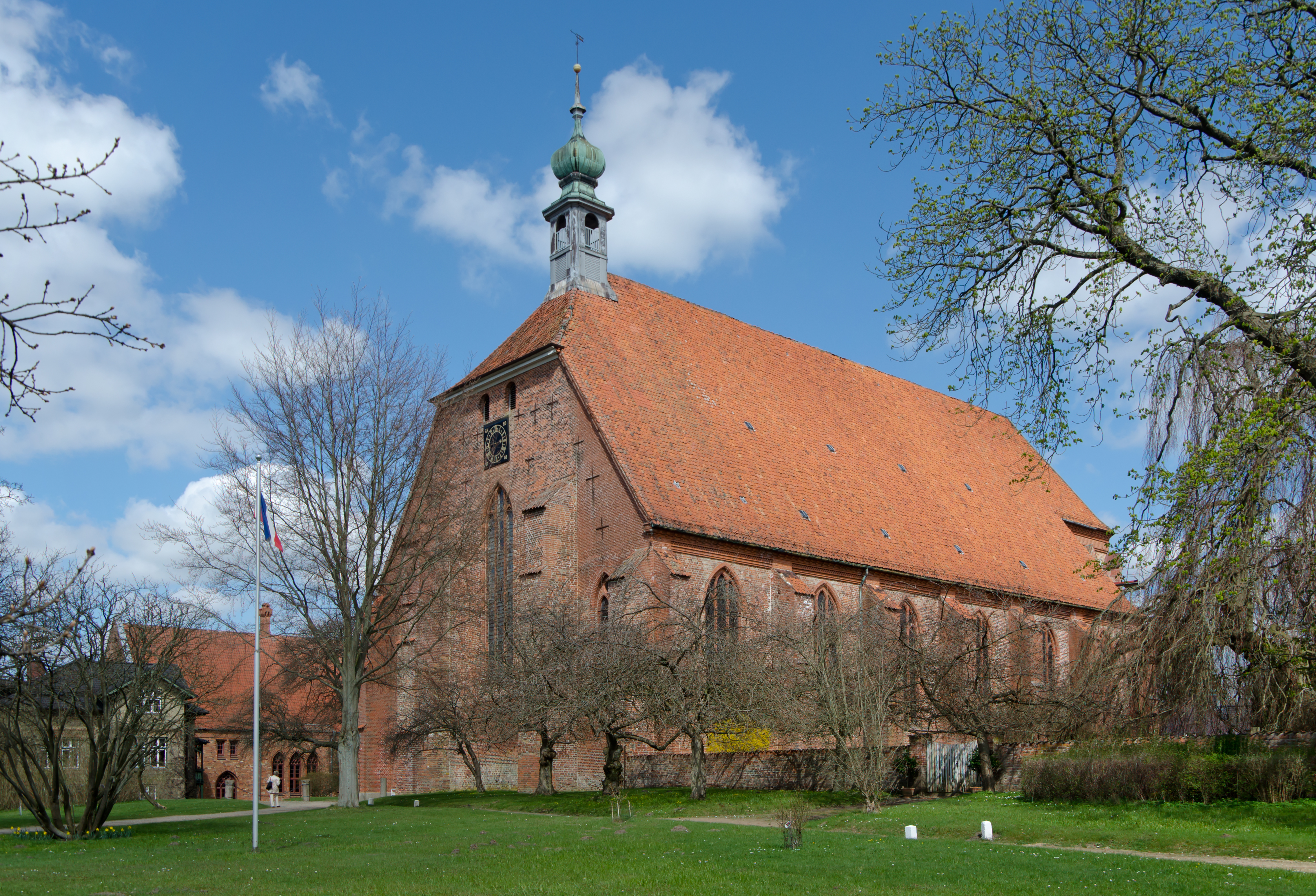
Klosterkirche

Die jetzige Klosterkirche, eine dreischiffige gotische Stutzbasilika aus Backsteinen, wurde zu großen Teilen um 1320/35 erbaut. Die Holzbalken des Dachstuhls sind dendrochronologisch auf die Zeit um 1325 datiert, das Holz wurde also frühestens um 1320 und spätestens um 1330 geschlagen. 1327 bestimmte Otto von Pogwisch testamentarisch 10 Mark zum Bau des Chorgestühls, sodass anzunehmen ist, dass weite Teile der Kirche bereits fertiggestellt waren und liturgische Orte eingerichtet und der Kirchraum ausgestattet werden konnte.

### Das Äußere
Die backsteinerne Kirche wird von einem hohen, nach Westen halbabgewalmten Satteldach überdeckt. Der barocke Dachreiter ist eine Zutat von 1783. Das schlichte Äußere wird durch kräftige Stützpfeiler geprägt.
Das nördliche Seitenschiff mit den drei Portalen, langgezogenen Spitzbogenfenstern und dem Kreuzgesims wurden von 1885 bis 1889 vollständig – aber nicht historisch getreu – erneuert. Das Nordschiff der Kirche bildete einst den Südflügel des anschließenden Kreuzgangs. Der Neubau wurde notwendig, da die Nordwand der Kirche sich in einer gefährlichen Schieflage befand. Hierzu ist noch eine Konstruktionszeichnung des Architekten Josef Eduard Mose für den Abbruch und Neubau von 1886 sowie eine Photographie der Nordseite Kirche nach dem Abriss der Außenwand von 1877 erhalten.

### Das Innere und die ehemalige Ausstattung

#### Altäre, Textilkunst, Gestühl und sakrales Gerät

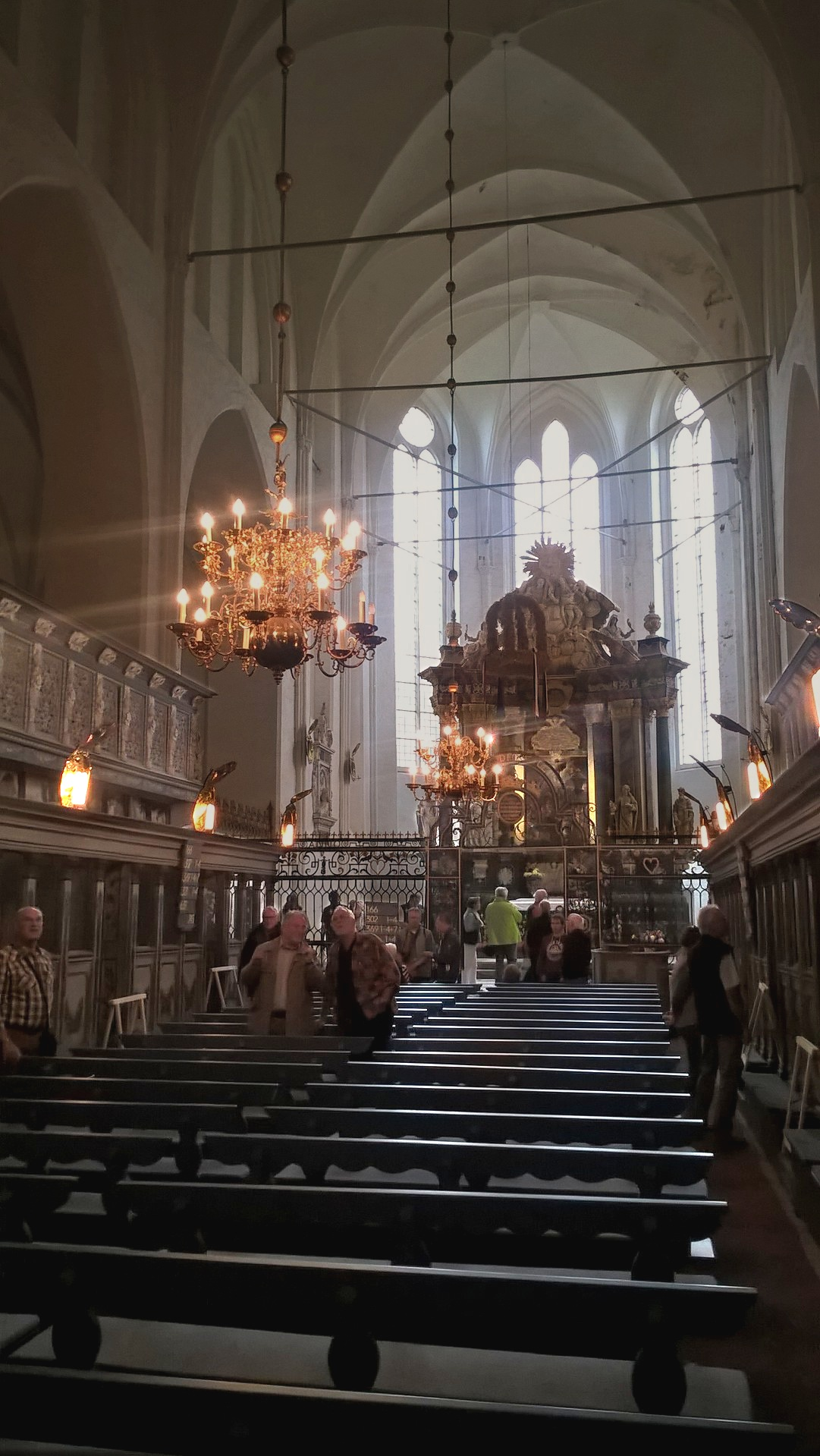
Nonnen-Chorus

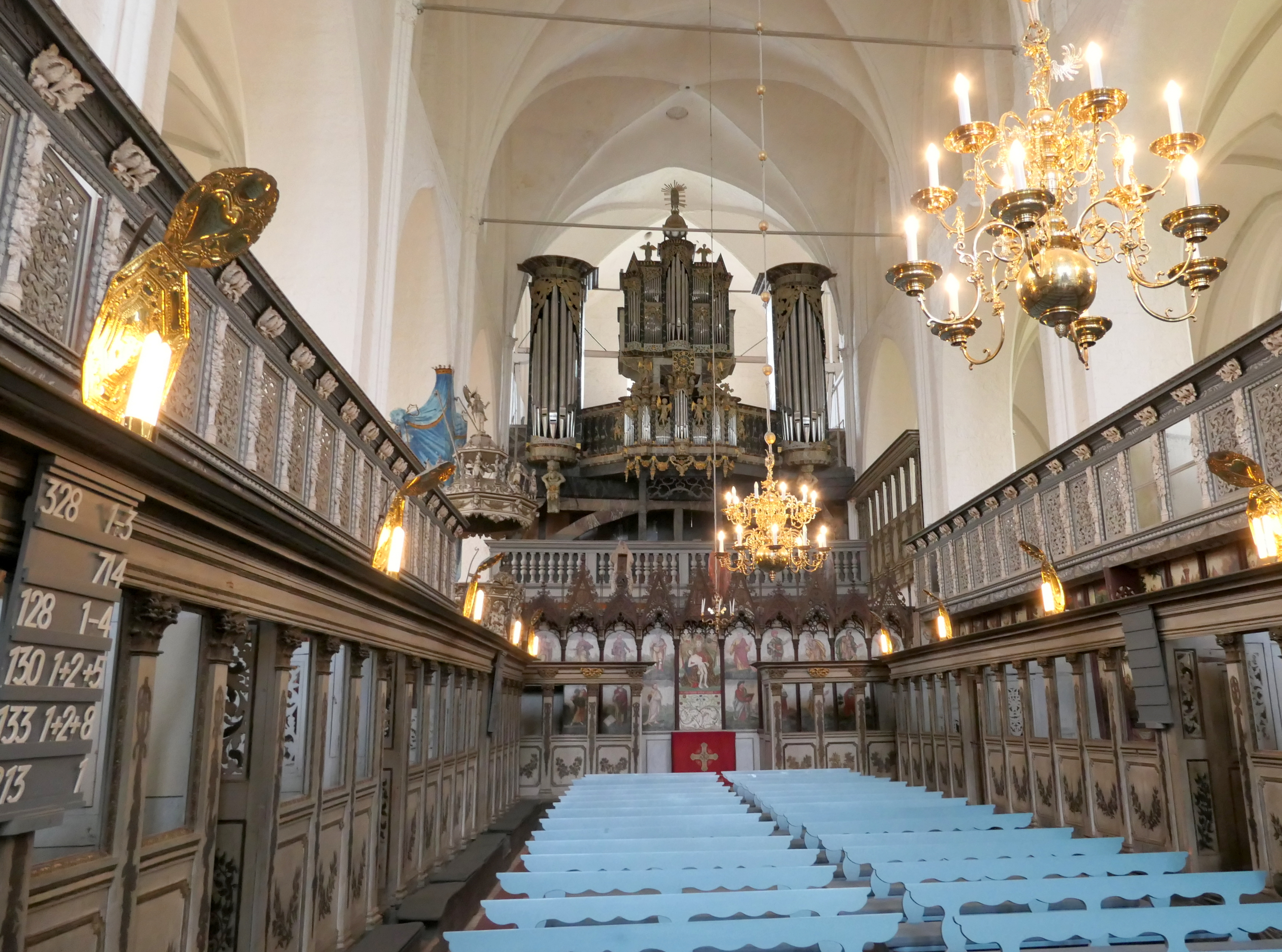
Kirchenschiff zur Orgel hin

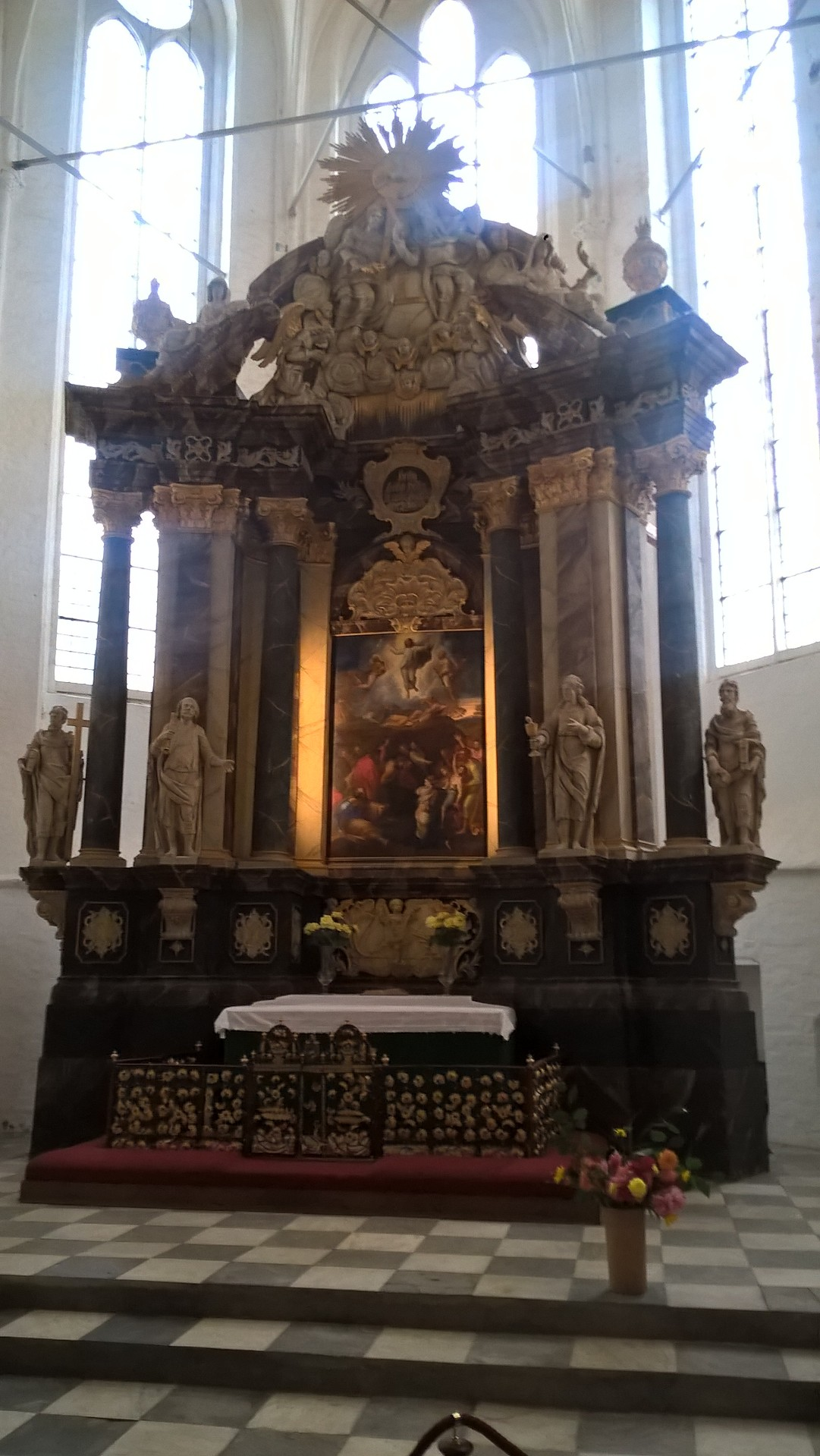
Barocker Hochaltar von Theodor Schlichting

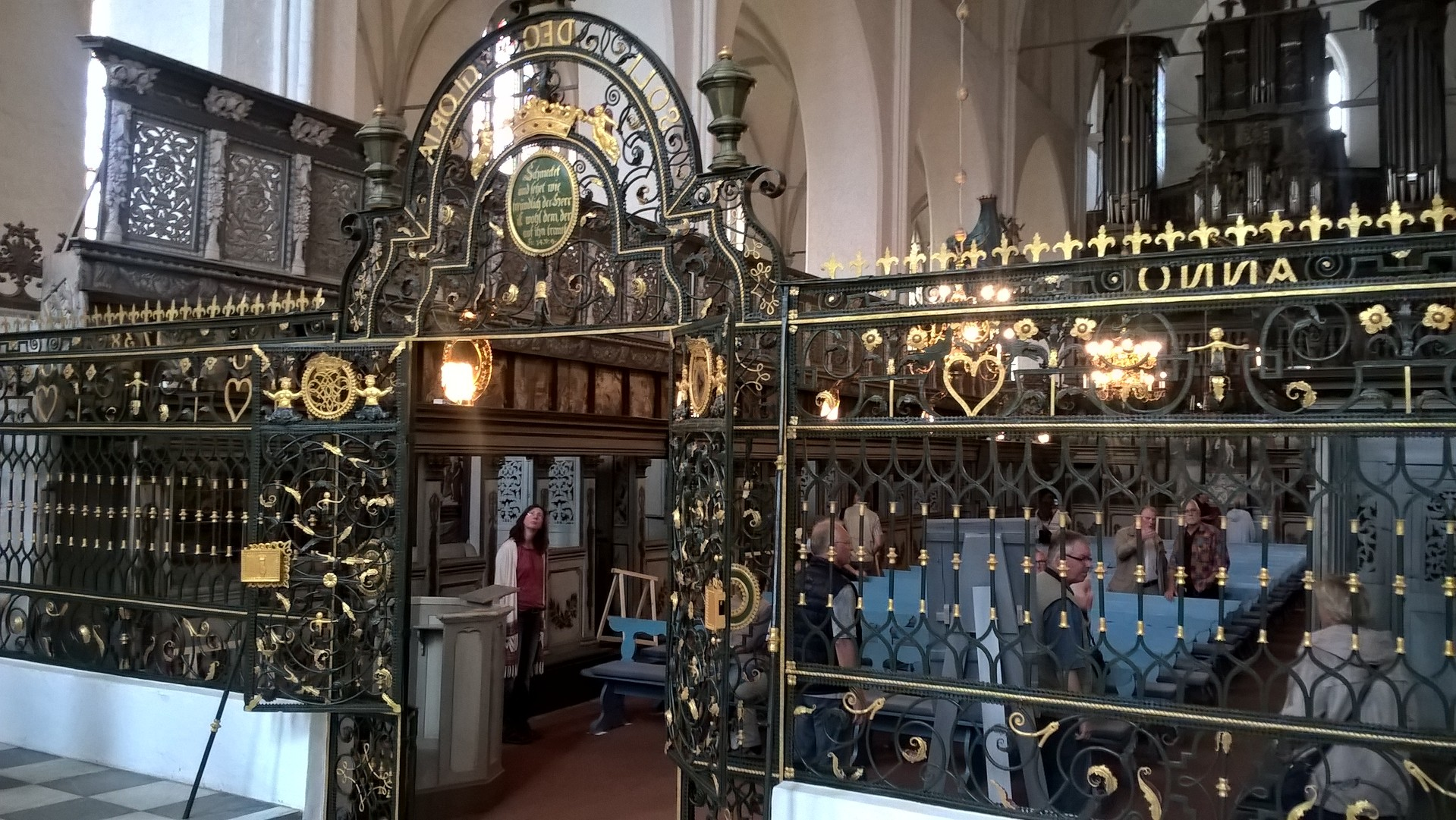
Chorabschlussgitter

Das Innere der Klosterkirche wird bestimmt durch den hohen, lichten einjochigen Chor mit Fünfachtelschluss, in den das Mittelschiff mit seinen hohen, spitzbogigen Arkaden einmündet. Schmale Dienstbündel tragen die Kreuzrippengewölbe. Die Wand des Mittelschiffs wird oberhalb der Arkaden durch Blendfenster gegliedert. Der Nonnenchor in den drei östlichen Jochen des Mittelschiffs wird zusammen mit dem Chorjoch durch eine halbhohe Mauer gegen die als Laienkirche genutzten Seitenschiffe abgetrennt. Das Zusammenwirken von dämmrigem Nonnenchor und strahlendem Chorhaupt, dazwischen der barocke Altar von 1743, bewirken einen interessanten Raumeindruck.
Erhalten sind Reste des siebzigsitzigen gotischen Nonnenchorgestühls mit stabdurchteilten Rückwänden, Teile der Klappsitze und die beiden Ostwangen aus der Zeit um 1330. Die gotischen Schnitzwerke zeigen Maß- und Rankenwerk, kleine Figuren und Wappen. In den 1470/80er Jahren und um 1490 wurde hinter den 70 Sitzen des Chorgestühls eine Bilderbibel aus 137 Tafelbildern in zwei Reihen übereinander angefertigt. Auf die Rückwand des westlichen Mittelfeldes wurde ein spätgotisches Bild des Gnadenstuhls gemalt. Im mittleren 17. Jahrhundert wurden die Bilder des späten 15. Jahrhunderts mit Szenen aus dem Alten Testament und aus dem Leben von Jesus Christus übermalt. Beim Einbau der barocken Logen mit Polsterbänken und einiger Türen wurden mehrere Bildfelder aus dem Gestühl gesägt.
Zu den mittelalterlichen Ausstattungsstücken gehören ein Christus auf dem Palmesel (um 1280/1300), ein Christus in der Rast, wohl eine Lübecker Arbeit zwischen 1420 und 1430, ein kreuztragender Christus (Mitte des 15. Jahrhunderts), ein steinernes Vesperbild (1420/30) und ein Triumphkreuz (um 1490); erhalten haben sich auch zwei Assistenzfiguren (um 1515), die jedoch nicht zum überlieferten Triumphkreuz gehören. Das Votivbild mit Gregorsmesse (Öl auf Holz) stammt vom Anfang des 16. Jahrhunderts und wurde mehrfach übermalt.
Im Chorhaupt stand der spätgotische Hochaltar mit zentraler Marienkrönung (ca. 1425–1430), der sich heute in der Sammlung mittelalterlicher Retabel im Nationalmuseum in Kopenhagen befindet und dessen Malereien auf den Flügelaußenseiten zuletzt dem Werkstattumkreis des sogenannten Meisters Francke, insbesondere dem Thomas-Retabel der Hamburger Dominikanerkirche, zugeordnet wurden. Er wurde 1743 von Theodor Schlichting durch den spätbarocken Hochaltar mit Pfeiler-Säulen-Aufbau und dem zentralen Bild der Verklärung Christi, einer qualitätvollen Raffael-Kopie, ersetzt. Ein Altaraufsatz mit zentraler Verkündigung an Maria (um 1515/20) ist ebenfalls nach Kopenhagen verkauft worden. Im Westen des Langhauses an der Schranke des Nonnenchores steht auf einem 1360 von Bertram Cremon geweihten und in seiner Position veränderten Altar ein zweifach wandelbares Flügelretabel aus dem frühen 16. Jahrhundert.
Von den mittelalterlichen Vasa sacra haben sich zwei Messkelche erhalten: Einer (heute Landesmuseum für Kunst und Kulturgeschichte Schloss Gottorf, Inv. Nr. 1990/273) stammt aus der Mitte oder dem 3. Viertel des 13. Jahrhunderts und ist der älteste erhaltene Messkelch in Schleswig-Holstein. Er ist reich mit Edelsteinen und Filigran verziert. Auf seinem Fuß zeigen fünf reliefierte Medaillons Szenen aus dem Leben Jesu. Die Matrizen von vier dieser Reliefs wurden auch am Kelch in Wewelsfleth verwendet. Weitere ähnliche Kelche sind der Heribertkelch aus St. Aposteln in Köln (2. Viertel des 13. Jahrhunderts), ein Kelch aus Basel (1246–1262) und in der Kirche St. Marien und Andreas in Rathenow (niedersächsisch, Mitte des 13. Jahrhunderts). War in der Forschung lange Zeit der Kelch im Benediktinerinnenkloster in Bergen auf Rügen als Schwesterstück derselben Lübecker Werkstatt angesehen worden, so stellte sich dieses Stück als Fälschung aus der Zeit um 1868 heraus. Ein anderer Kelch im Kloster Preetz mit Sechspassfuß datiert in das dritte Viertel des 15. Jahrhunderts; sein Fuß ist mit einem Kreuzigungsrelief verziert.
Die erhaltene Textilkunst des Klosters gelangte aus konservatorischen Gründen als Dauerleihgabe in das Landesmuseum für Kunst und Kulturgeschichte auf Schloss Gottorf. Aus der Mitte des 15. Jahrhunderts stammt ein reich ornamentierter Wandbehang mit bildlichen Darstellungen in drei Registern, der der Nonne M. Schinkel zugeordnet werden kann und in Preetz selbst hergestellt wurde. Daneben haben sich Seidenstoffbahnen mit Rapportornamentik aus dem 14. Jahrhundert erhalten. Sie wurden in Italien (Lucca?, Inv.-Nr. 1934/131 b) und Lübeck oder Köln (Inv.-Nr. 1934/131 a) gefertigt. Eine weitere Leinenstickerei aus dem 14. Jahrhundert (Inv. Nr. 1934/135) zeigt ein rautenförmiges Rapportmuster mit Fabeltieren. Darunter beschießt eine Gekrönte einen herztragenden Mann; gedeutet wurde die Szene als Ecclesia und Synagoge oder als Frau Minne mit einem Verliebten. Besonders ist auch eine Tasche (um 1400, Inv.-Nr. 1989/2080) aus Seidensamt mit Applikationen aus vergoldeten Silberplättchen, Korallen, Fluss- und Glasperlen, auf die Silberbleche angebracht wurde; ein Blech zeigt einen gravierten Verkündigungsengel, dessen Stil in die Zeit um 1310 verweist.

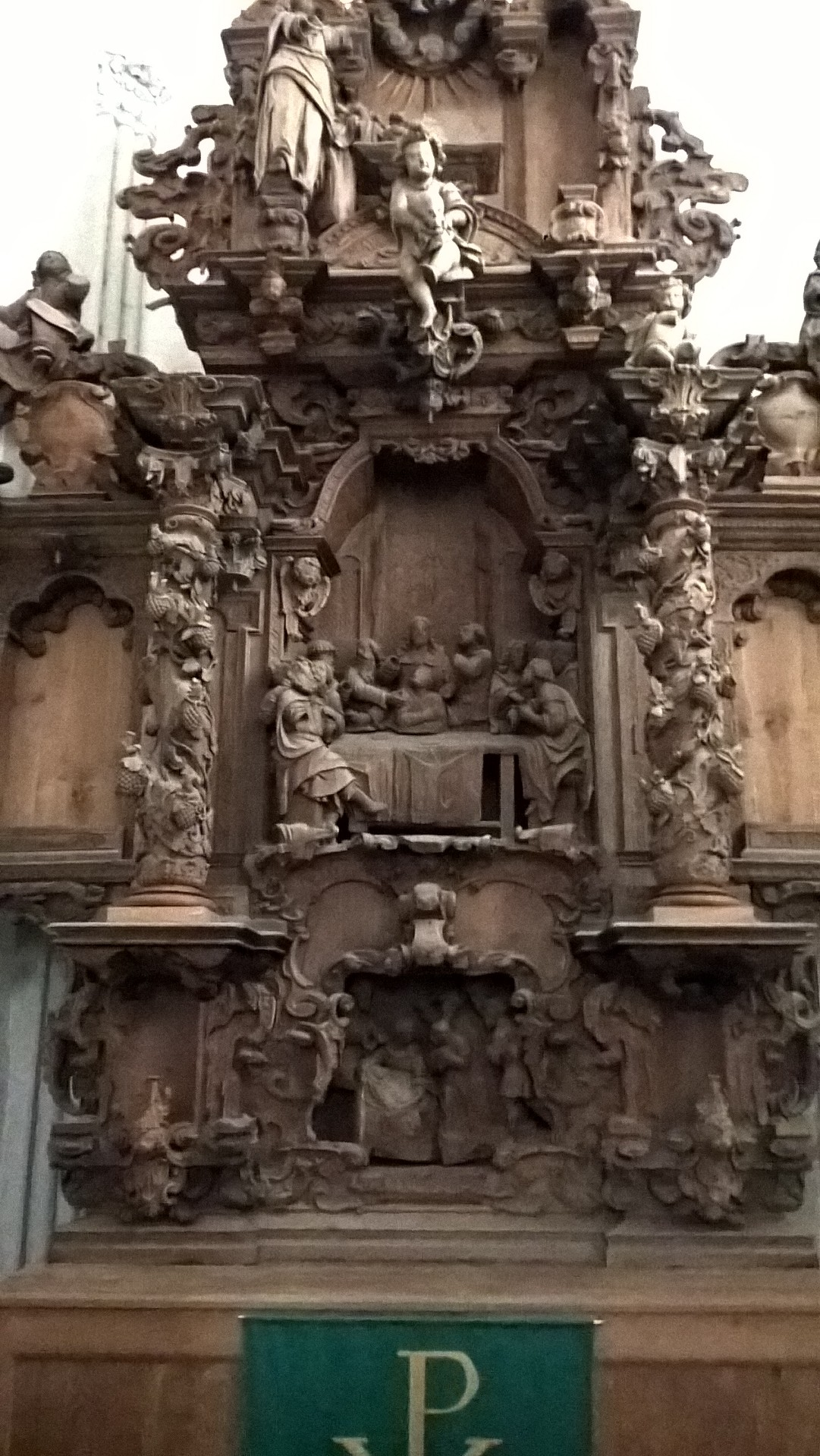
Schnitzaltar von Hans Gudewerdt d. J.

Im nördlichen Seitenschiff steht ein 1656 von Hans Gudewerth dem Jüngeren († 12. Februar 1671) aus Eichenholz gefertigter Schnitzaltar. Ursprünglich stand das unvollständig erhaltene Retabel in der Kirche in Dänischenhagen, 1844 wurde er vom Preetzer Kloster gekauft.
Die Kanzel von Hans Gudewerdt dem Jüngsten ist aus dem Jahr 1674 und das Chorgitter, eine wertvolle Schmiedearbeit, von 1738. Die Kronleuchter sind aus dem 16. und 17. Jahrhundert.
Im nördlichen Seitenschiff sind auf der Grabplatte aus Kalksandstein der Priorin von Buchwald † 1710 noch Reste gotischer Umschrift zu erkennen.

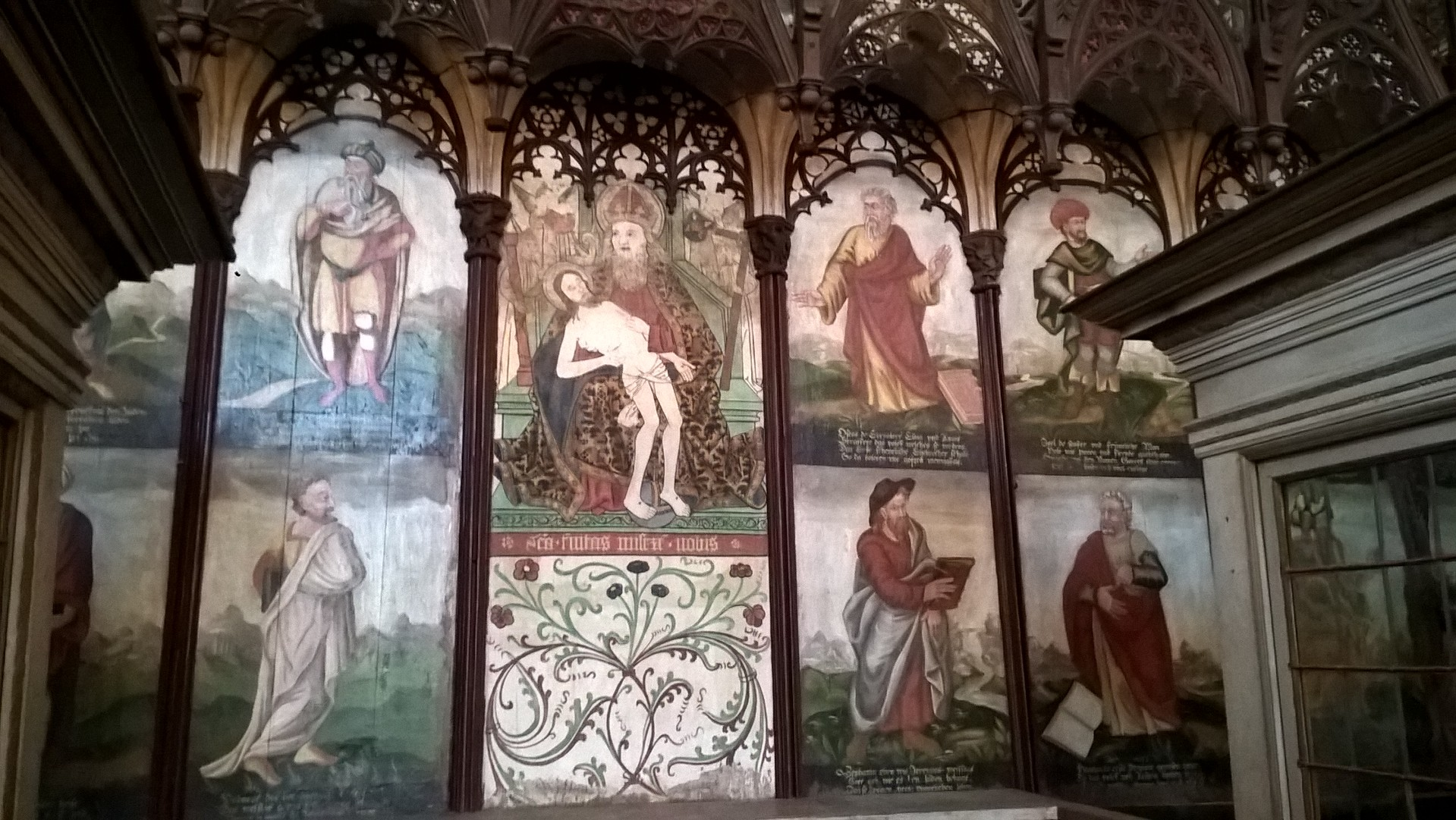
Bilderbibel
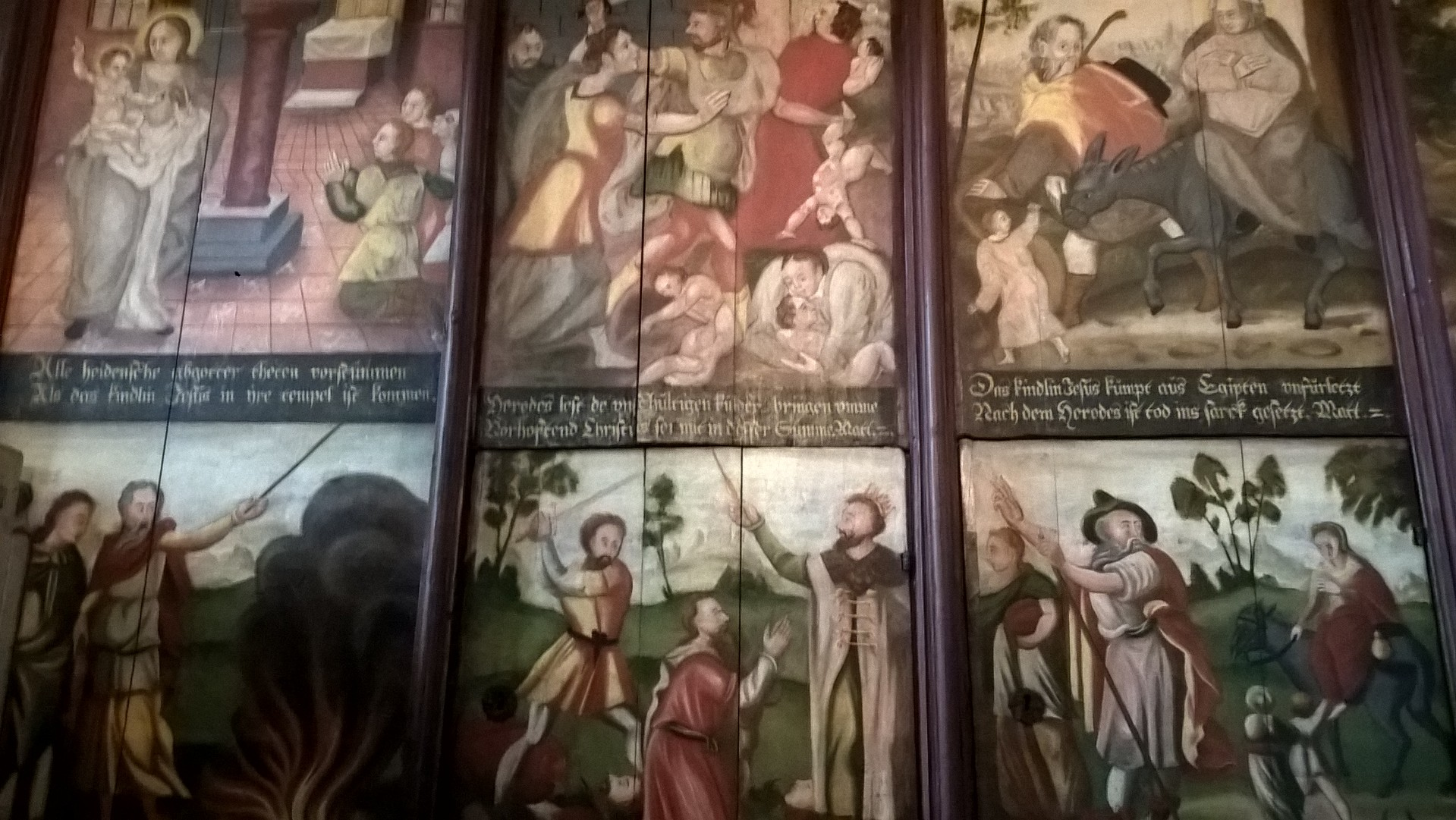
Bilderbibel
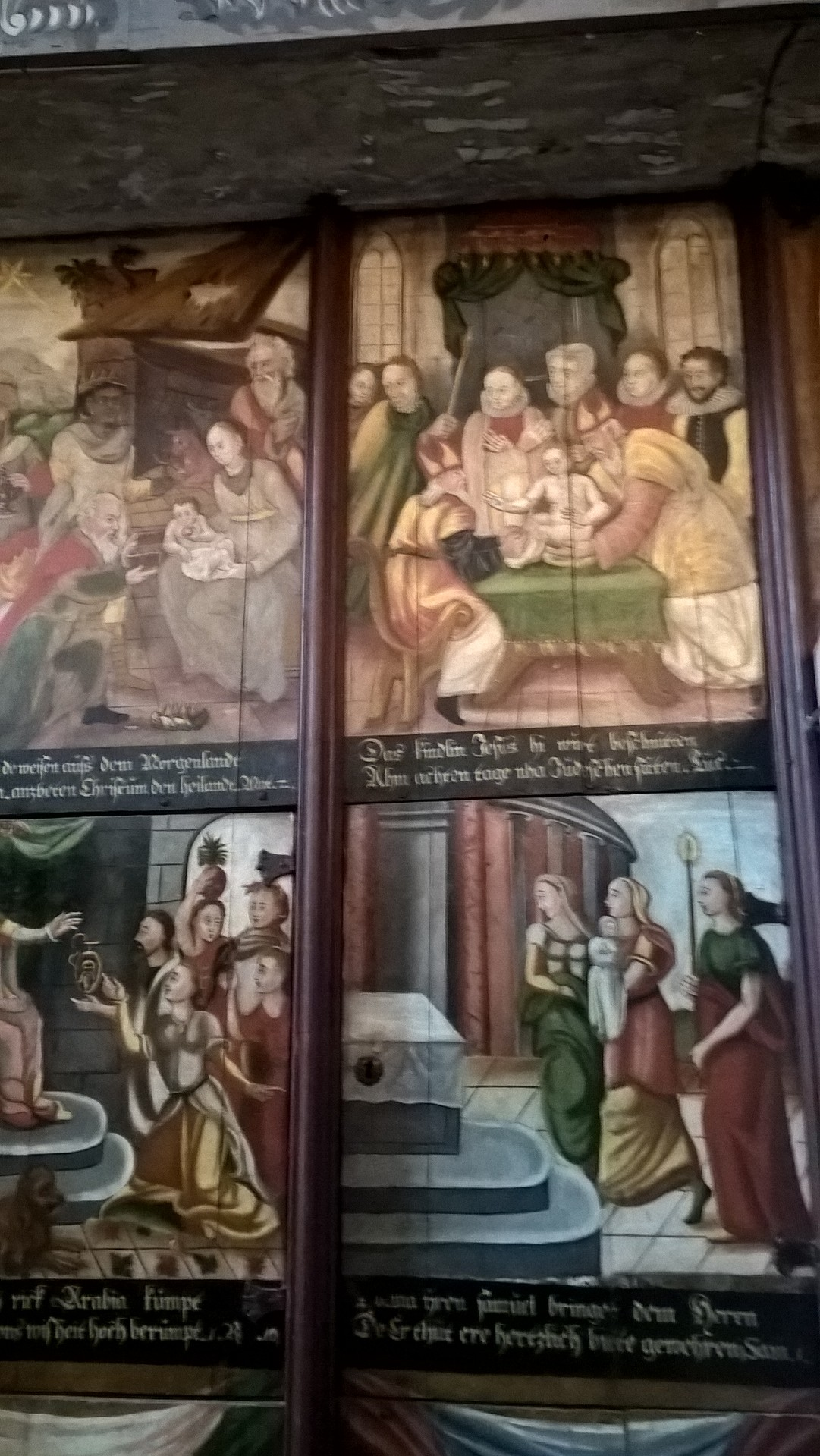
Bilderbibel
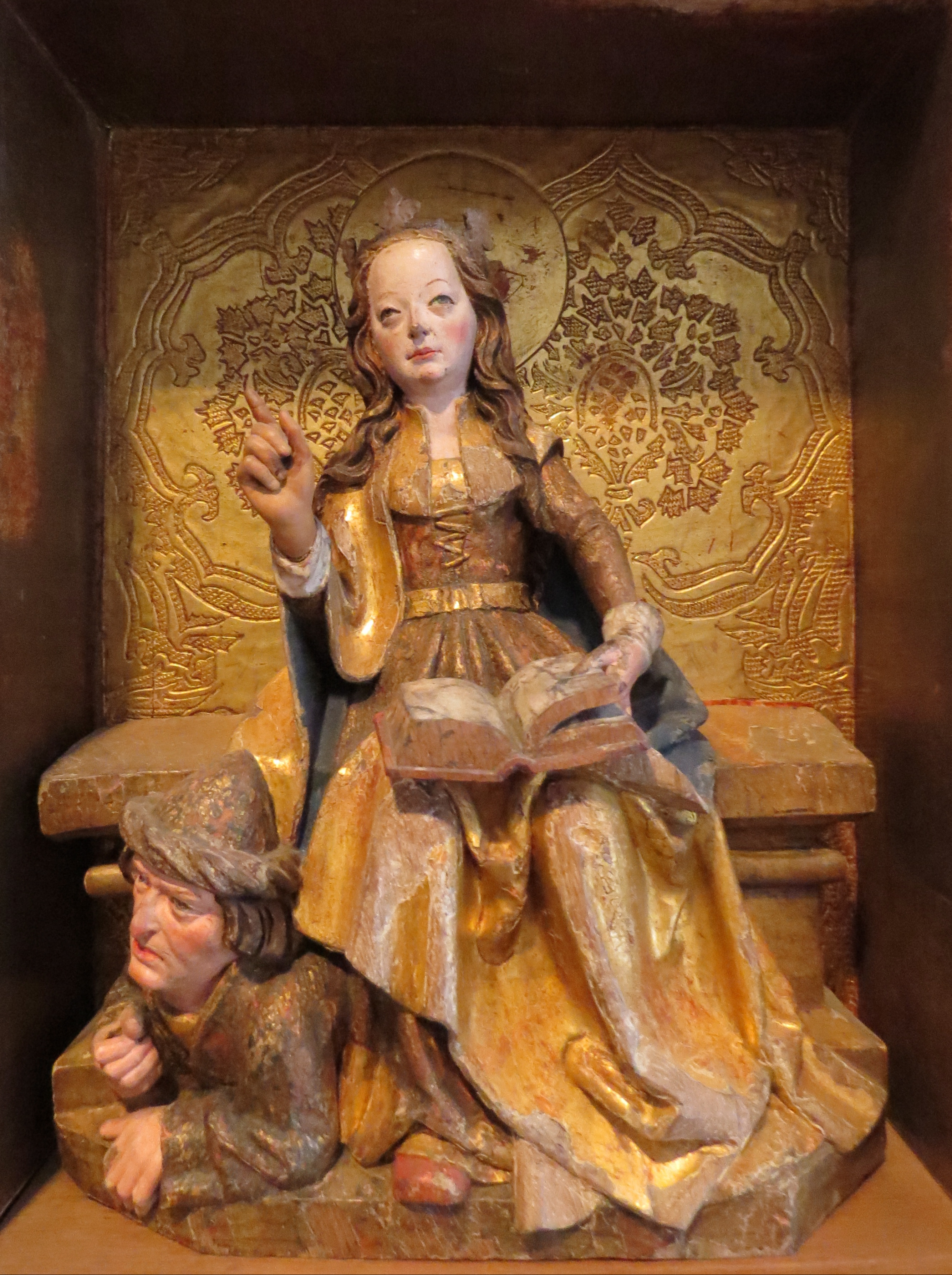
Detail aus einem spätgotischen Flügelretabel mit einer Darstellung der Katharina von Alexandrien

#### Orgel

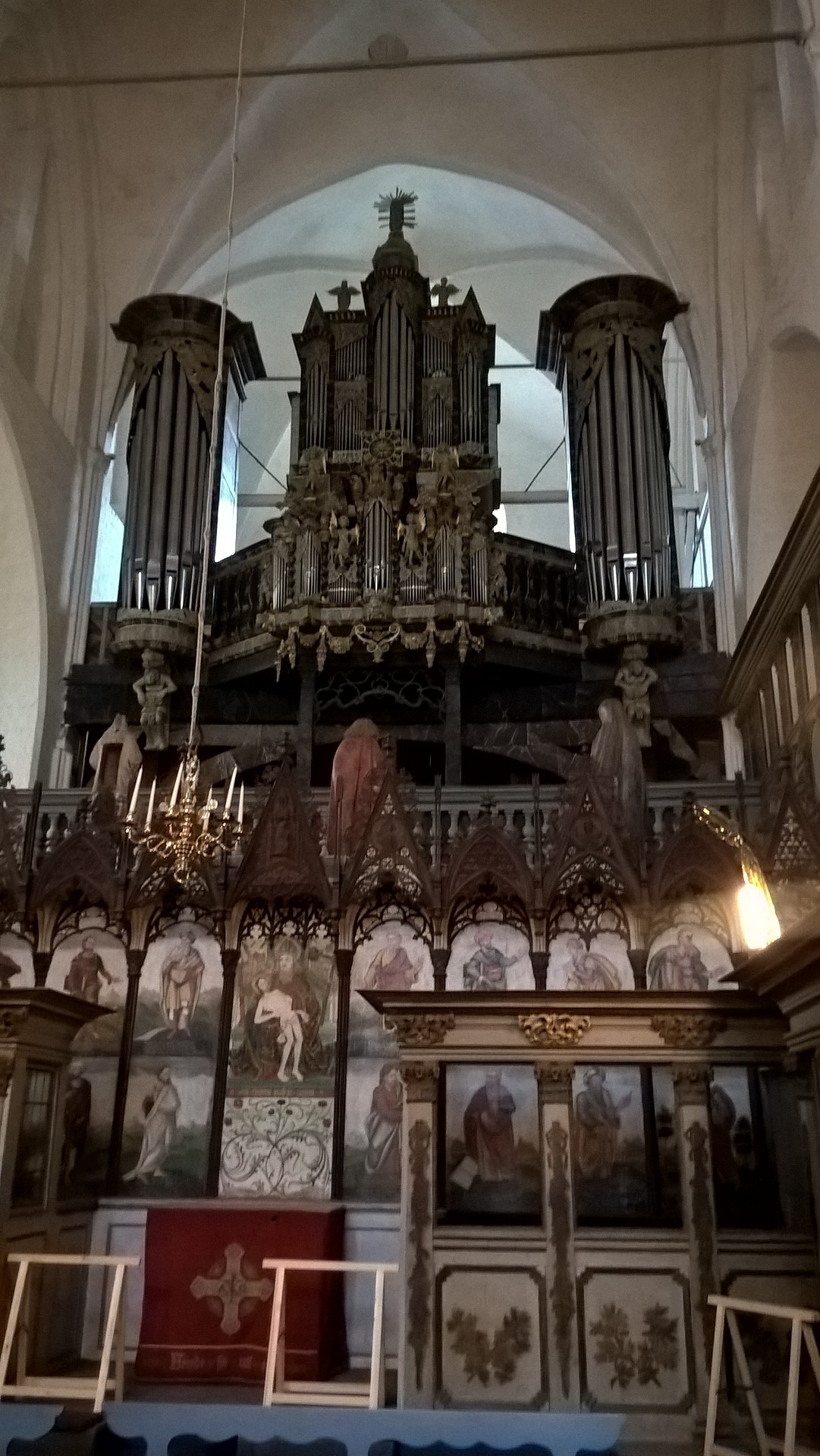
Orgel

Die Renaissance-Orgel ist ein Werk des Lübecker Orgelbauers Hans Köster, das Hauptwerk stammt aus dem Jahr 1573. Das Instrument wurde 1686 durch den Orgelbauer Ahasverus Schütze (Hamburg) 1686 erweitert, u. a. um ein Rückpositiv. Danach wurde die Orgel durch diverse Orgelbauer überarbeitet, u. a. durch die Orgelbauer August Wilhelm Bündig, Johann Georg Heßler und 1767 durch Johann Daniel Busch. 1838 hat der Orgelbauer Marcussen (Aabenraa) das Instrument im Stile der Frühromantik überarbeitet und ihm die heute noch erhaltene Gestalt gegeben. Die Orgel wurde zuletzt 1999 von Orgelbau Marcussen & Søn (Aabenraa) umfangreich restauriert; sie hat 25 Register auf zwei Manualwerken und Pedal.
| I Rückpositiv C– |                   |    |
| 1.               | Gedackt           | 8' |
| 2.               | Prinzipal         | 4' |
| 3.               | Flöte             | 4' |
| 4.               | Fugara            | 4' |
| 5.               | Spitzflöte        | 2' |
| 6.               | Sesquialtera II 0 |    |
| 7.               | Dolzian           | 8' |
| 8.               | Vox humana        | 8' |
|                  | Tremolant         |    |

| II Hauptwerk C– |                  |         |
| 09.             | Bordun           | 16'     |
| 10.             | Prinzipal        | 08'     |
| 11.             | Viola da Gamba 0 | 08'     |
| 12.             | Quintatön        | 08'     |
| 13.             | Oktave           | 04'     |
| 14.             | Quinte           | 02 ⁄3'  |
| 15.             | Superoktave      | 02'     |
| 16.             | Terz             | 01 3⁄5' |
| 17.             | Mixtur III       |         |
| 18.             | Trompete         | 08'     |

| Pedalwerk C– |            |     |
| 19.          | Prinzipal  | 16' |
| 20.          | Subbass    | 16' |
| 21.          | Oktave     | 08' |
| 22.          | Gedackt    | 08' |
| 23.          | Oktave     | 04' |
| 24.          | Posaune    | 16' |
| 25.          | Trompete 0 | 08' |

- Koppeln: I/II, II/P

## Klosterdokumente

### Bockholtsches Register
Das von Propst Conradus Bockholt (Bocholt, Bucholz; amt. 1284/86–nach Mai 1286) veranlasste Register Registrum praepositorum et convenentus in Porenz enthält die Abschriften der Stiftungsurkunden, die Namen der Bischöfe, Verzeichnis der Pröpste des Klosters mit Angabe ihrer Herkunft und Taten, Verzeichnis der Priörinnen [sic!] und eine Liste der zur Grund- und Gerichtsherrschaft des Klosters gehörenden Dörfer und deren Abgaben. So hatte die Klosterobrigkeit im Gebiet der Probstei, das sich über 40 Dörfer sowie Walddörfer im Norden und Westen des Klosters bis an die Kieler Förde erstreckte, bis 1888 die Polizeigewalt und Gerichtshoheit.
Das Register belegt die umsichtige Amtsführung und ist im Blick auf die Anfänge des Klosters als Quelle von hohem Wert. Später ist es, mit einigen Zusätzen versehen, bis ins 16. Jahrhundert fortgesetzt worden, wahrscheinlich von Propst Detlev von Sehestedt (Sehstede).

### Siegel
Zu den Schätzen des Klosters zählen mittelalterliche Siegel. Das älteste Siegel mit Maria und Jesuskind führt die Umschrift: Sigillu(m) ecclesie i(n) ca(m)po s(an)c(t)e Marie. Diverse weitere mittelalterliche Siegelumschriften sind erhalten geblieben.
Darunter auch ein Siegel des Propstes Tetbernus (1286–1296) mit der Umschrift: Sigillum Thitberni Praepositi Porenensis. Ein weiteres Siegel hat die Umschrift: Noli me tangere und erinnert an Maria Magdalena. Es steht wohl in Zusammenhang mit der Erscheinung der Maria Magdalena in der Schlacht bei Bornhöved 1227.

### Buch im Chore

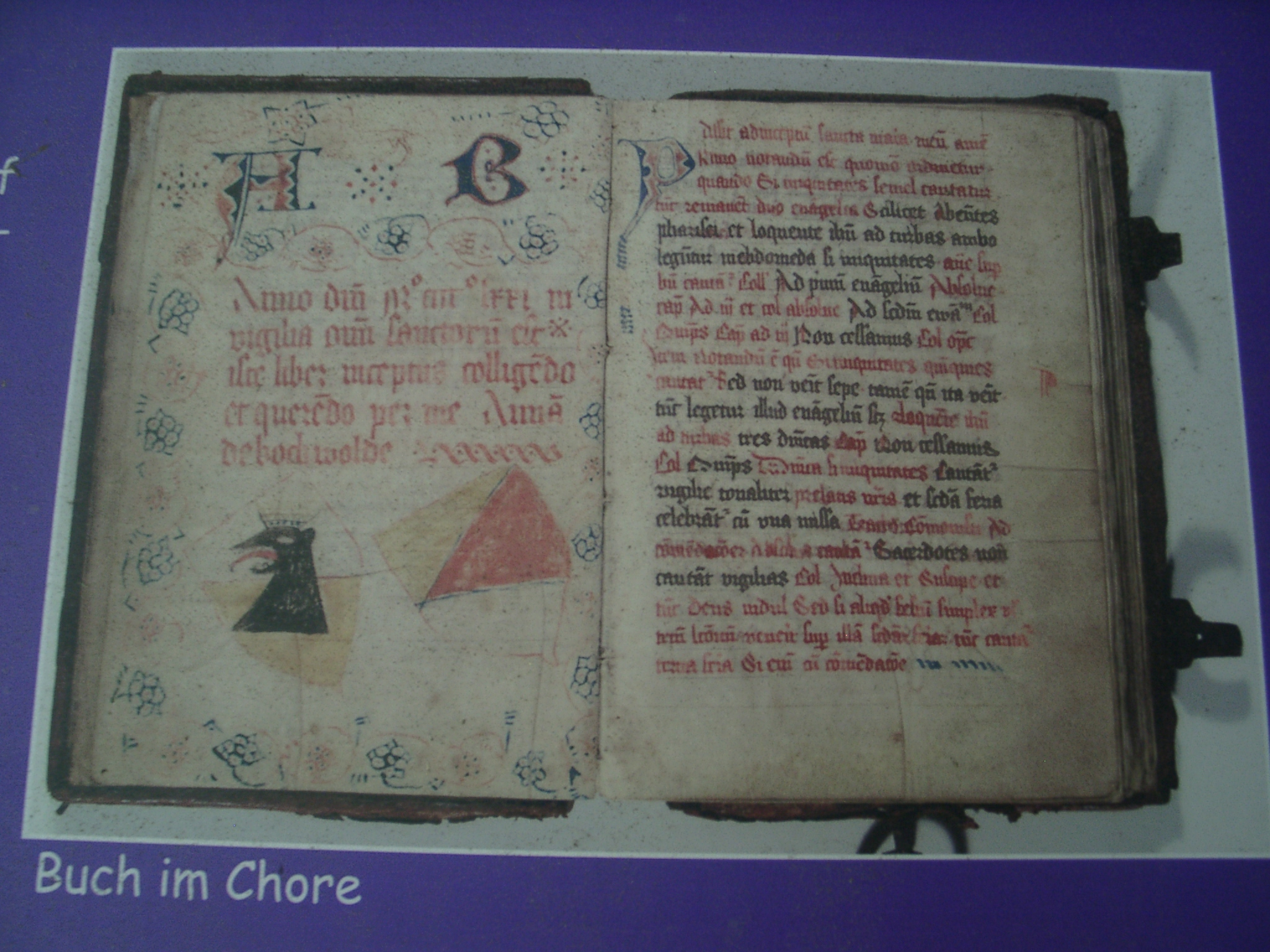
Buch im Chore

Anna von Buchwald, Priorin von 1484 bis 1508, hatte bereits 1471 als Nonne und Kantorin (cantrix) unter der Priorin Heylewick Splitt begonnen, mündlich überlieferte Texte und Gebräuche zu sammeln und in einem Buch niederzuschreiben, das sich als sogenanntes Buch im Chore bis heute erhalten hat. Die Eingangsworte lauten: Anno domini MCCCCLXXI in vigilia omnium sanctorum est iste liber inceptus colligendo et querendo per me Annam de bockwolde.
Die Texte sind in einem Zeitraum von 16 Jahren bis 1487 teils in Latein, teils in Niederdeutsch verfasst worden. Das Buch, ein heute einzigartiges Dokument aus dem Umbruch vom Mittelalter zur Neuzeit, wurde in drei Teile – Liturgie, Klosteragende und Wirtschaftsbuch – gegliedert und mit persönlichen Anmerkungen versehen. Es beschreibt detailliert den Status quo der damaligen Zeit im Kloster, sowohl der Gottesdienste als auch der Tagesgeschäfte des Konvents. Als letztes von drei Exemplaren ist die Abschrift des Konvents erhalten, die 2003 umfangreich restauriert, digitalisiert und mittlerweile in einer fotomechanischen Reproduktion publiziert wurde. Aus der Zeit der Benediktinerinnen haben sich neben dem Buch im Chore zwei liturgische Bücher, ein Antiphonar und ein Graduale erhalten.
Nach dem Rücktritt von Anna von Buchwald 1508 als Priorin und der Wahl der neuen Priorin Anna von Qualen war Anna weiter einfache Nonne im Kloster Preetz.

### Predigerbibliothek
Der in Preetz geborene lutherische Pastor Petrus Scheele trug im 17. Jahrhundert eine Gelehrtenbibliothek von etwa 2500 Titeln zusammen, die er dem Kloster Preetz stiftete. Die Büchersammlung wurde 1726 im Konventhaus (Klosterhof 19) des Klosters untergebracht, wo sie sich bis heute befindet und im Laufe der Jahre auf einen Bestand von 8000 Büchern aufgestockt wurde. Sie ist damit einer der größten Kulturschätze der Stadt Preetz.

## Personen

### Priörinnen
Namen und Jahreszahlen bezeichnen die urkundlich nachweisbare Erwähnung.
| - 0000 … - 0000 1266 Jutta - 0000 1286 Adelhedis - 0000 … - 1317–1331 Elizabeth - 0000 … - 1353–1371 Sophia - 0000 … - 1379–1388 Alheydis Solenbeke - 0000 … - 1393–1401(?) Anne Wiltbarch - 1406–1421 Tyburgis (Tebbe) Miles - 1428–1444(?) Alpurgis (Eybe) Mummendorp - 1444–1453(?) Elisabeth (Telse) von Ouwe - 1453–1458 Katharina van Siggem - 1458–1472 Wilburgis (Wibe) Poghewisch - 1472–1484 Heylewich Split - 1484–1508 Anna von Buchwald - 1508–1528 Anna von Qualen - 1528–1546 Armgard von Sestede (Sehestedt) - 1546–1550 Dorothea von Rantzau (leitete als erste Priorin das Kloster im Sinne der neuen Kirchenordnung) | - 1550–1552 Anna von Pentz - 1552–1559 Katharina von Rantzau - 1559–1569 Anna von Pentz - 1570–1576 Brigitta von Tynen (Thienen) - 0000 1584 Metta von Sehestedt - 1584–1589 Katharina von Rantzau - 0000 1599 Emerentia von Ascheberg - 0000 1601 Elisabeth von Sehestedt - 0000 1604 Katharina von Stoven - 1604–1608 Abel Gadendorf - 0000 1612 Katharina von Buchwaldt - 1613–1616 Magdalena Gadendorf - 1617–1630 Katharina von Buchwaldt († 1647) - 1631–1632 Abel Gadendorf (?) - 0000 … - 0000 1655/56 Margaretha von Brockdorf - 1655/56–1658 Barbara von Sehestedt - 1658–1670 Dorothea von Pogwisch - 0000 1673 Anna von Pogwisch - 0000 1682 Oelgard von Rantzau - 0000 … - 2008–2018 Viktoria von Flemming - seit 2018 Erika von Bülow |

### Pröpste
Namen und Jahreszahlen bezeichnen die urkundlich nachweisbare Erwähnung.
| - 1209/11–1216/18 Herdericus (zuvor Preetzer Leutpriester) - 1216/18–1218/20 Lambertus (Kanoniker aus dem Kloster Neumünster) - 1218/20–1244/46 Eppo (Kanoniker aus dem Kloster Segeberg) - 1246/48–1249/51 Friedrich (Mönch aus dem Kloster Hersfeld) - 1249/51–1260/62 Luderus (Leutpriester aus Schönberg) - 1260/62–1274/76 Johannes (Kanoniker aus dem Kloster Segeberg) - 1274/76–1284/86 Conradus (Mönch aus dem Kloster Cismar) - 1284/86–1286(?) Conradus Bockholdt (aus Lübecker Ratsfamilie) - 1296–1300 Tetbernus - 0000 1301 Dietrich Wullenpunt (aus Lübecker Ratsfamilie) - 1303–1317 Hinricus (Lübecker Domherr) - 0000 1319 Johannes Hake - 1324–1331 Hinricus de Swerin (Lübecker Domherr) - 0000 1330 Nikolaus - 0000 1337(?) Sigfridus - 0000 1345 Johannes Crumbeke (Lübecker Domherr) - 1349–1353 Hinricus Gudetyth (aus Lübeck) - 1353–1357 Hinricus - 1357–1365 Vulfardus - 1369–1376(?) Johannes de Luneborg - 1375–1382 Johannes Krome (Kanoniker aus dem Stift Eutin) - 1384–1388 Johannes Eggerdes - 0000 1391 Hinrik Notbergh - 1397–1402 Hinrik Konemann (Lübecker Domherr) - 1402–1407 Nicolaus Meynerstorp (Lübecker Domherr) - 1407–1411 > Vakanz < - 1411–1416 Hinrik Krevet (Kanoniker aus dem Stift Eutin) - 0000 1416 > Vakanz < - 1416–1428 Luder Rughe - 1428–1435 Thomas Marquardi - 1435–1437(?) Pawl Divitzen (aus Lübecker Ratsfamilie) - 0000 1437 > Vakanz < - 1437–1449 Johannes Knutter - 0000 1449 > Vakanz < - 1449–1451 Johannes Kremer - 1452–1453 Johannes Knutter - 0000 1453 > Vakanz < - 1453–1455 Wulfhardus Blome - 1455–1463 Johannes Brunebard (Lübecker Domherr) | - 1463–1467 Hinrik Lubbert - 1467–1475 Siverd Swin (Kanoniker aus dem Stift Eutin) - 1475–1478 Schacke Rantzau - 1478–1481 Paulus Rode - 1481–1483 Wernerus Reventlou - 0000 1483/1484 > Vakanz < - 1484–1485 Hinricus Vaget (Schleswiger Domherr) - 1486–1491 Hermann Dornebusch - 0000 1491 > Vakanz < - 1491–1492 Hermanus Colpyn (Mönch aus dem Kloster Cismar) - 1492–1494 Bartholdus Stenhagen - 1494–1498 > Vakanz < - 1498–1527 Detlef von Sehstede (Sehestedt) - 1527–1537 Hinrik von Ahlefeldt - 1542–1549 Wulf von Rantzau (erster evangelischer Propst) - 0000 1549/50 Claus von Rantzau - 1550–1553 Peter von Ahlefeld - 1571 0000 Benedikt von Ahlefeldt - 0000 1590 Dietrich Blome - 1605–1608 Detlev von Brockdorf - 1609–1620 Otto von Qualen - 1620 0000 Ägidius von der Lancken - 0000 Benedikt von Ahlefeldt (1593–1634) - 1631–1637 Wulf von Buchwaldt († 1637) - 1638–1668 Otto von Buchwaldt († 1669) - 1669–1677 Franz von Rantzau - 1677–1682 Joachim von Ahlefeldt (1646–1717) - 0000 Detlev von Reventlow (1654–1701) - 0000 Wulf Blome (1651–1735) - 1736–1771 Josias von Qualen (1705–1775) - 1771–1792 Cai von Rantzau - 1792–1836 Cay Wilhelm von Ahlefeldt - 1836 0000 Friedrich von Reventlou - 0000 Kurt von Reventlou - 1850–1877 Carl von Qualen - 0000 Georg von Platen-Hallermund (1858–1927) - 0000 … - 2010–2020 Eckhard Graf von Hahn - seit 2021 Detlev von Bülow (ea. Klosterprobst für 10 Jahre) |

### Klosterprediger
| - 1567–1569 Henning von Cleve - 0000–1606 Paul Lanies (Leonysius) - 0000–1626 Peter Andreæ - 0000–1633 Vitus Barbarossa - 0000–1641 Richard Bennich - 0000 > Vakanz ? < - 1646–1655 Tycho von Jessen - 1656–1678 Johannes Schumann - 0000–1696 Heinrich Storning (Hinrich Störning) - 0000–1712 Heinrich Jönsen (Jansen) - 1712–1737 Johann Nicolaus Führsen - 1738–1742 Friedrich Hensler | - 1743–1753 Johann Paul Bruns - 1754–1759 Johann Leonhard Callisen - 1760–1795 Ernst Philipp Lilie - 1795–1829 Siegfried August Georg Schmidt - 1830–1843 Georg Ernst Friederici - 1843/44–1859 Carl (Christian?) Wilhelm Brodersen - 1860/61–1868 Heinrich Rendtorff - 0000 … - 1891–1906 Franz Rendtorff, ab 1896 zugleich Studiendirektor des Predigerseminars - 1907–1924 Amandus Weinreich, zugleich Studiendirektor - 1924–1926 Heinrich Rendtorff, zugleich Studiendirektor - 0000 … - 1949–1971 Carl Brummack, Oberlandeskirchenrat, bis 1960 hauptamtlich Personaldezernent im Landeskirchenamt |

### Allgemeines
- Johann Friedrich August Dörfer: Chronik des Klosters und Fleckens Preetz. In: Neue Schleswig-Holstein-Lauenburgische Provinzialberichte 3 (1813).
- Johann Georg Schmidt: Die Probstei Preetz. Ein Beitrag zur Vaterlandskunde. Kiel 1813.
- Christian Kuss: Das Frauenkloster in Preetz. In: Staatsbürgerliches Magazin 9 (1829).
- Adam Jessin: Von dem ersten Ursprung des Klosters Preetz. In: Neues Archiv der Schleswig-Holstein-Lauenburgischen Gesellschaft für vaterländische Geschichte. Nordalbingische Studien 2 (1858), S. 191–256.
- Gustav von Buchwald: Anna von Buchwald. Priorin des Klosters Preetz 1484-1508 nach den ungedruckten Quellen des Klosterarchivs. In: Zeitschrift der Gesellschaft für Schleswig-Holsteinische Geschichte 9 (1879).
– darin:
Die Pröbste des Klosters Preetz 1211–1879.
Die Priörinnen des Klosters Preetz 1266–1879.
- Friedrich Bertheau: Beiträge zur älteren Geschichte des Klosters Preetz. In: Zeitschrift der Gesellschaft für Schleswig-Holsteinische Geschichte 46 (1916), S. 134–196.
- Friedrich Bertheau: Wirtschaftsgeschichte des Klosters Preetz im vierzehnten und fünfzehnten Jahrhundert. In: Zeitschrift der Gesellschaft für Schleswig-Holsteinische Geschichte 47 (1917), S. 91–266.
- Friedrich Bertheau: Die Beziehungen Lübecks zum Kloster Preetz. In: Zeitschrift des Vereins für Lübeckische Geschichte und Altertumskunde 19 (1918), S. 153–190.
- Friedrich Bertheau: Die Reformation des adeligen Klosters Preetz. Ein Beitrag zur Reformationsgeschichte Schleswig-Holsteins. In: Zeitschrift der Gesellschaft für Schleswig-Holsteinische Geschichte 48 (1918), S. 196–253.
- Friedrich Bertheau: Wirtschaftsgeschichte des Klosters Preetz in der zweiten Hälfte des sechzehnten Jahrhunderts. In: Zeitschrift der Gesellschaft für Schleswig-Holsteinische Geschichte 49 (1919), S. 26–94.
- Jürgen Messer: Beiträge zur Geschichte des Klosters Preetz von seiner Gründung bis zur Mitte des 16. Jahrhunderts. Dissertation Christian-Albrechts-Universität zu Kiel 1926.
- Diether Rudloff: Kloster und Klosterkirche zu Preetz. Mit einem Exkurs über das Problem der Stutzbasilika. Dissertation Christian-Albrechts-Universität zu Kiel 1952.
- Diether Rudloff: Die Beziehungen des Klosters Preetz zur Hansestadt Lübeck. In: Der Wagen (1955), S. 60–67.
- Volker Jasper-Tönnies: Zur Wirtschaft des Klosters Preetz im 16. Jahrhundert. Dissertation Christian-Albrechts-Universität zu Kiel 1956.
- Elfriede Kelm, Wally Peters-Leppin: Kloster Preetz in der Gestalt der Anna de Bockwolde, Priorin 1484-1508. Heide 1967.
- Christian Stocks, Bernhard Schütz: Preetz. Ev. Adeliges Kloster, Ehem. Benediktinerinnenkloster Campus Beatae Mariae. 5. Auflage, Schnell & Steiner, Kunstführer Nr. 1030, 2001 [1975], ISBN 3-7954-4761-5.
- Erwin Freytag: Die Klöster als Zentren kirchlichen Lebens. In: Schleswig-Holsteinische Kirchengeschichte 1 (1977), S. 147–202.
- Claus Rautenberg: Der Kirchenbau des Mittelalters in Schleswig-Holstein. In: Schleswig-Holsteinische Kirchengeschichte 2 (1978), S. 71–180.
- Ute Hayessen: Das Kloster Preetz und seine Bauern vor und nach den Unruhen von 1612. Dissertation Christian-Albrechts-Universität zu Kiel, Kiel 1978.
- Lorenz Hein: Preetz. In: Die Frauenklöster in Niedersachsen, Schleswig-Holstein und Bremen (= Germania Benedictina, XI). Sankt Ottilien 1984, ISBN 3-88096-611-7, S. 498–511.
- Dieter J. Mehlhorn: Kloster Preetz. In: Ders. (Hrsg.): Klöster in Schleswig-Holstein. Itzehoe – Preetz – Schleswig – Uetersen. Heide 2004, S. 64–73.
- Johannes Rosenplänter: Kloster Preetz und seine Grundherrschaft. Sozialgefüge, Wirtschaftsbeziehungen und religiöser Alltag eines holsteinischen Frauenklosters um 1210–1550 (= Quellen und Forschungen zur Geschichte Schleswig-Holsteins. Band 114). Neumünster 2009.
- Axel Attula: Dekorationen für Damen. Evangelische Damenstifte Norddeutschlands und ihre Orden. Schwerin 2011, ISBN 978-3-940207-21-0.
- Swantje Ehrens: Anna von Buchwald. Eine Frau beweist Reformwillen. In: Jens Ahlers, Oliver Auge, Katja Hillebrand (Hrsg.): Glauben. Wissen. Leben. Klöster in Schleswig-Holstein. Kiel 2011, S. 216–221.
- Oliver Auge, Katja Hillebrand (Hrsg.): Klöster, Stifte und Konvente nördlich der Elbe (= Quellen und Forschungen zur Geschichte Schleswig-Holsteins. Band 120). Neumünster 2013.
- Erika von Bülow: Die Barockisierung der Damenstiftskirche in Preetz. In: Klaus Gereon Beuckers (Hrsg.): Neue Räume – neue Strukturen. Barockisierung mittelalterlicher Frauenstifte (= Essener Forschungen zum Frauenstift. Band 12). Essen 2014, S. 291–316.
- Johannes Rosenplänter, Katja Hillebrand: Preetz. Benediktinerinnen. In: Oliver Auge, Katja Hillebrand (Hrsg.): Klosterbuch Schleswig-Holstein und Hamburg. Klöster, Stifte und Konvente von den Anfängen bis zur Reformation. Regensburg 2019, Bd. 2, S. 342–387.
- Henrike Frfr. von Speßhardt: Schatztruhe im hohen Norden – Das Adelige Frauenkloster Preetz. In: Deutsches Adelsblatt 12 (2022), ISSN 0012-1193, S. 24–28.
- Ulrich Knapp: Die Klosterkirche Preetz. Beobachtungen zur Baugeschichte (= Forschungen zu Kloster und Stift Preetz. Band 1). Ludwig, Kiel 2023.
- Klaus Gereon Beuckers, Oliver Auge (Hrsg.): Kloster Preetz im Mittelalter. Beiträge zu Geschichte, Kunst- und Musikgeschichte (= Forschungen zu Kloster und Stift Preetz. Band 3). Ludwig, Kiel 2024.
- Ulrich Knapp: Spuren früher Wirtschaftsbauten. In: Nordelbingen 90 (2024), S. 9–44.
- Christian Stocks, Ulrich Knapp: Das Adelige Kloster zu Preetz. Geschichte – Grundherrschaft – Klosterhof. 2., verbesserte u. erweiterte Auflage. Adeliges Kloster Preetz 2024, ISBN 978-3-00-079619-7.
- Klaus Gereon Beuckers, Oliver Auge (Hrsg.): Kloster Preetz zwischen Reformation und um 1800. Beiträge zu Geschichte und Kunstgeschichte (= Forschungen zu Kloster und Stift Preetz. Band 4). Ludwig, Kiel 2025.

### Urkunden, Musik- und Schriftkultur
- Adam Jessin: Diplomatarium des Klosters Preetz (= Urkundensammlung der Schleswig-Holstein-Lauenburgischen Gesellschaft für vaterländische Geschichte. Band 1). Kiel 1839–49.
- Elfriede Kelm: Das Buch im Chore der Preetzer Klosterkirche. Nach dem Original dargestellt. In: Schriften des Vereins für Schleswig-Holsteinische Kirchengeschichte 30/31 (1974/75), S. 7–35.
- Elfriede Kelm: Das „Buch im Chore“ der Priorin Anna von Buchwald im Klosterarchiv zu Preetz. In: Jahrbuch für Heimatkunde im Kreis Plön 4 (1974), S. 68–83.
- Harald Wolter-von dem Knesebeck: Ein unbekanntes Evangeliar aus dem Kloster Preetz und seine Stellung in der norddeutschen Kunst des 13. Jahrhunderts. In: Zeitschrift für Kunstgeschichte 56 (1993), S. 335–365.
- Toomas Siitan: Codex der Preetzer Benediktinerinnen in dem Estnischen Historischen Museum zu Tallinn. In: Svensk Tidskrift foer Musikforskuing (1994/95), S. 119–129.
- Alison Noel Altstatt: The music and liturgy of Kloster Preetz. Anna von Buchwald's Buch im Chor in its fifteenth-century context. Dissertation University of Oregon 2011 (Volltext).
- Alison Noel Altstatt: The Rhenish Heritage of the Preetz Antiphoner. In: Journal of the Alamire Foundation 5 (2013), S. 175–199.
- Arthur Haseloff: Das Evangelienbuch des Klosters Preetz [1955]. In: Ulrich Kuder, Hans-Walter Stork (Hrsg.): Arthur Haseloff als Erforscher mittelalterlicher Buchkunst. Kiel 2014, S. 75–135.
- Klaus Gereon Beuckers: Das 'Buch im Chore' aus Kloster Preetz. Faksimile des Kettenbuches der Priorin Anna von Buchwald (amt. 1484–1508) (= Forschungen zu Kloster und Stift Preetz. Band 2). Kiel 2022.
- Harald Wolter-von dem Knesebeck: Die ganzseitigen Miniaturen der Spiegel des Einbands des Preetzer Evangeliars und ihre gestalterische wie inhaltliche Einbindung in den Vorgang der Öffnung einer liturgischen Prachthandschrift. In: Katharina Christa Schüppel, Magdalena Tebel (Hrsg.): Kunstgeschichte(n). Festschrift für Stephan Albrecht (= Schriften aus der Fakultät Geistes- und Kulturwissenschaften der Otto-Friedrich-Universität Bamberg. Band 44). Bamberg 2023, S. 28–37.

### Ausstattung
- Gottfried Scheele: Das Chorgestühl in der Klosterkirche zu Preetz in Holstein. Dissertation Technische Hochschule Berlin 1923.
- Hans Wentzel: Gotische Plastik in Preetz. Konsole am Chorgestühl in der Klosterkirche. In: Die Heimat. Monatsschrift des Vereins zur Pflege der Natur- und Landeskunde in Nordelbingen 44/7 (1934), S. 200.
- Hans Wentzel: Gotische Plastik in Preetz. Palmeselchristus in der Klosterkirche. In: Die Heimat. Monatsschrift des Vereins zur Pflege der Natur- und Landeskunde in Nordelbingen 44/8 (1934), S. 240.
- Hans Wentzel: Gotische Plastik in Preetz. Christkind. In: Die Heimat. Monatsschrift des Vereins zur Pflege der Natur- und Landeskunde in Nordelbingen 44/9 (1934), S. 256 f.
- Hans Wentzel: Gotische Plastik in Preetz. Marienklage. In: Die Heimat. Monatsschrift des Vereins zur Pflege der Natur- und Landeskunde in Nordelbingen 44/11 (1934), S. 316.
- Hans Wentzel: Gotische Plastik in Preetz. Bildwerke der Passionszeit. In: Die Heimat. Monatsschrift des Vereins zur Pflege der Natur- und Landeskunde in Nordelbingen 45/4 (1935), S. 121–123.
- Martin Urban: Das mittelalterliche Chorgestühl in der Klosterkirche zu Preetz und die Lübecker Gestühle des frühen 14. Jahrhunderts. Dissertation Christian-Albrechts-Universität zu Kiel 1956.
- Renate Paczkowski: Die Altäre der Preetzer Klosterkirche. In: Jahrbuch für Heimatkunde im Kreis Plön 17 (1987), S. 37–53.
- Jakob Hauschild: Das ehemalige Hochaltar-Retabel der Preetzer Klosterkirche. In: Nordelbingen. Beiträge zur Kunst- und Kulturgeschichte Schleswig-Holsteins 64 (1995), S. 23–39.
- Marlies Buchholz: Anna selbdritt. Bilder einer wirkungsmächtigen Heiligen (= Die Blauen Bücher). Königstein i. Ts. 2005, ISBN 978-3-7845-2113-8, S. 4–27, S. 30ff. und S. 70f.